# Великий сімейний автомобіль

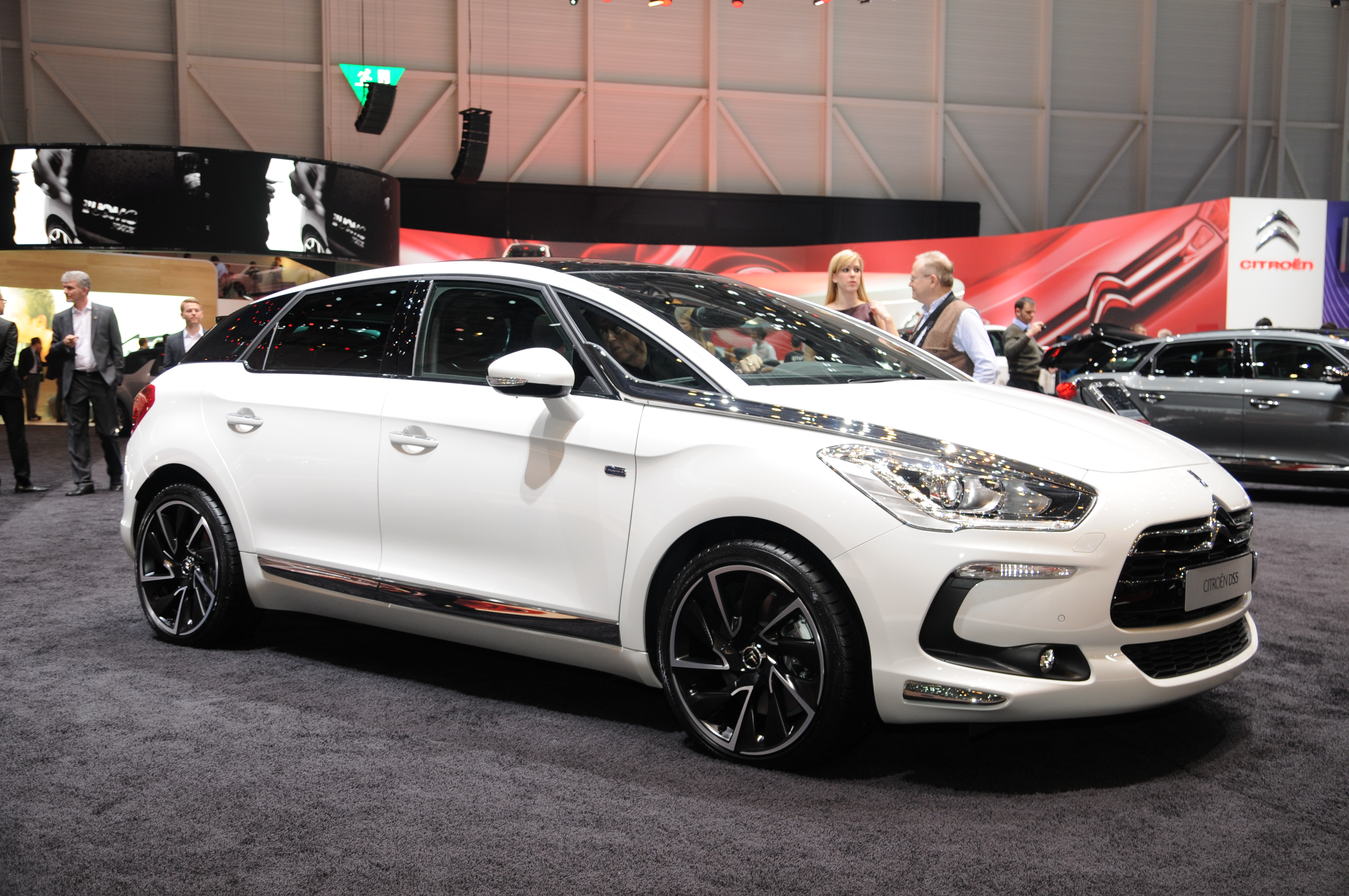
Citroën DS5

За європейською класифікацією, автомобіль класу D (великий сімейний автомобіль, невеликий бізнес-автомобіль) — це автомобіль, за розмірами більший, ніж малий сімейний автомобіль, але менший, ніж бізнес-автомобіль. Розділяється на два підкласи — сімейні автомобілі та бізнес-автомобілі. Різниця полягає в тому, що бізнес-автомобілі випускаються під престижними брендами (наприклад, Alfa Romeo та BMW), мають повнішу комплектацію, більше опцій, більше коштують, але розмір однаковий із сімейними авто. Прикладами популярних сімейних автомобілів є Ford Mondeo, Citroën C5, Peugeot 508, Volkswagen Passat; бізнес-автомобілів — Alfa Romeo 159, BMW 3 Series, Citroën DS5, Mercedes-Benz C-Class.

## Моделі

### Європейські моделі

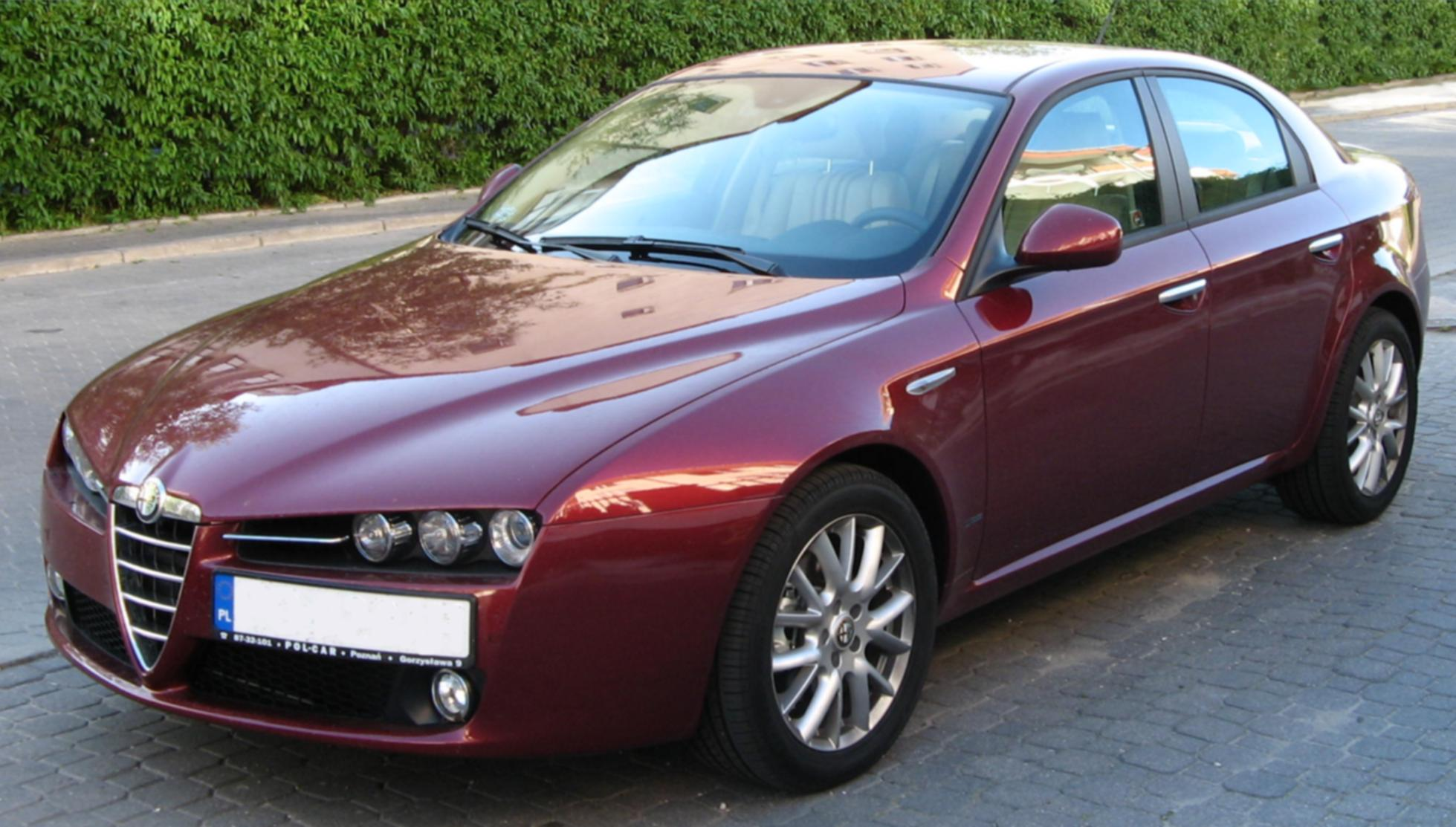
Alfa Romeo 159
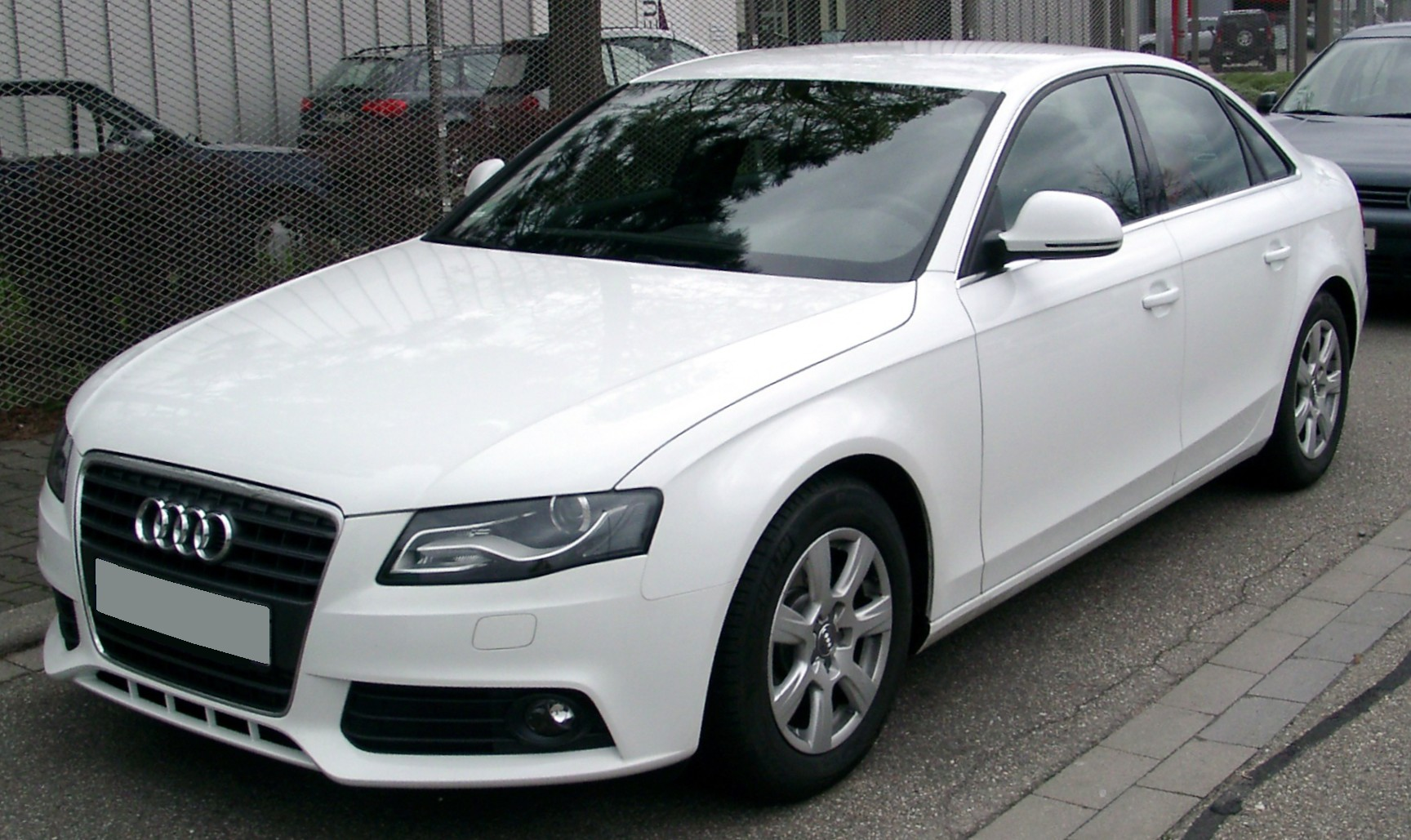
Audi A4
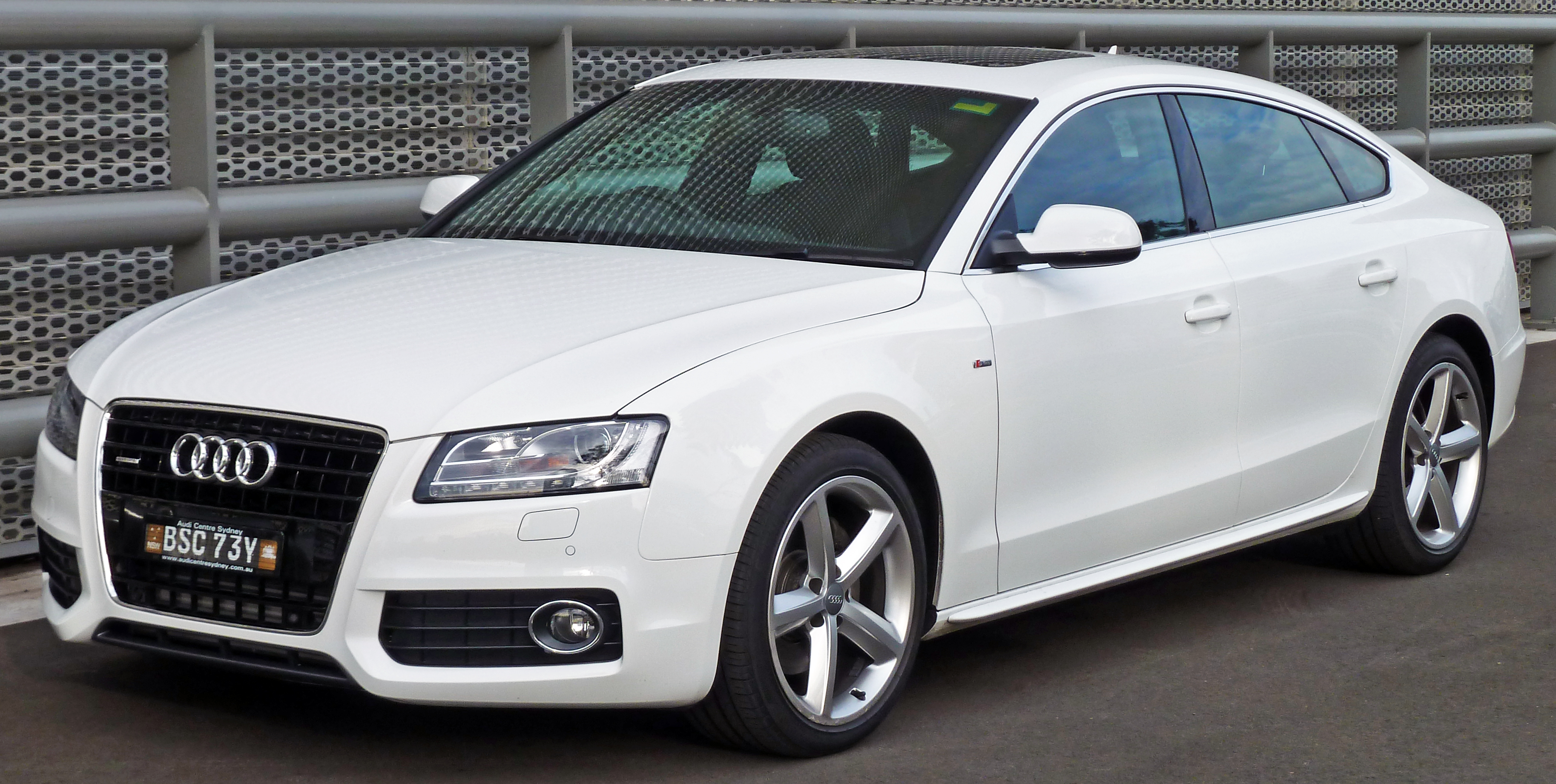
Audi A5 Sportback
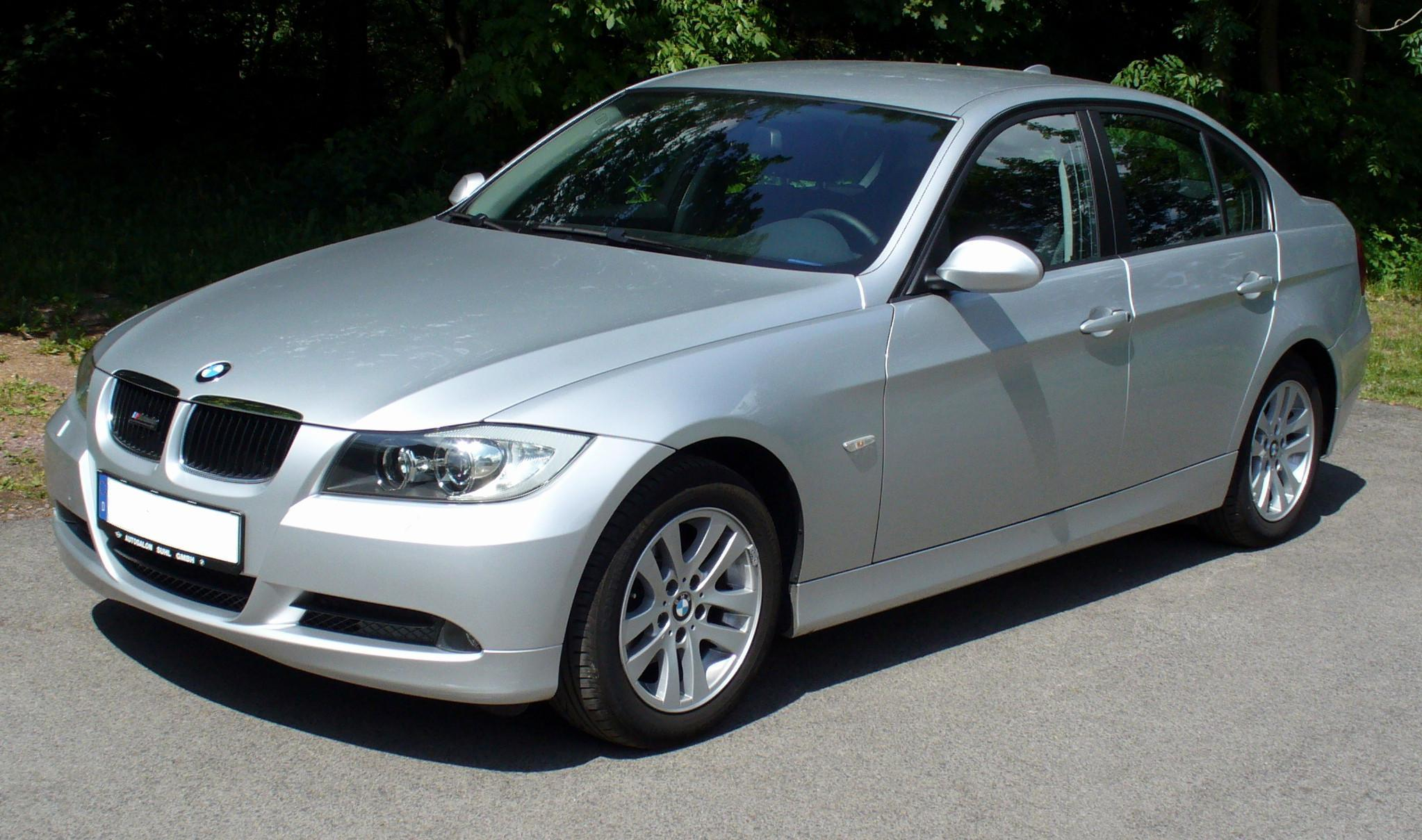
BMW 3 Серії
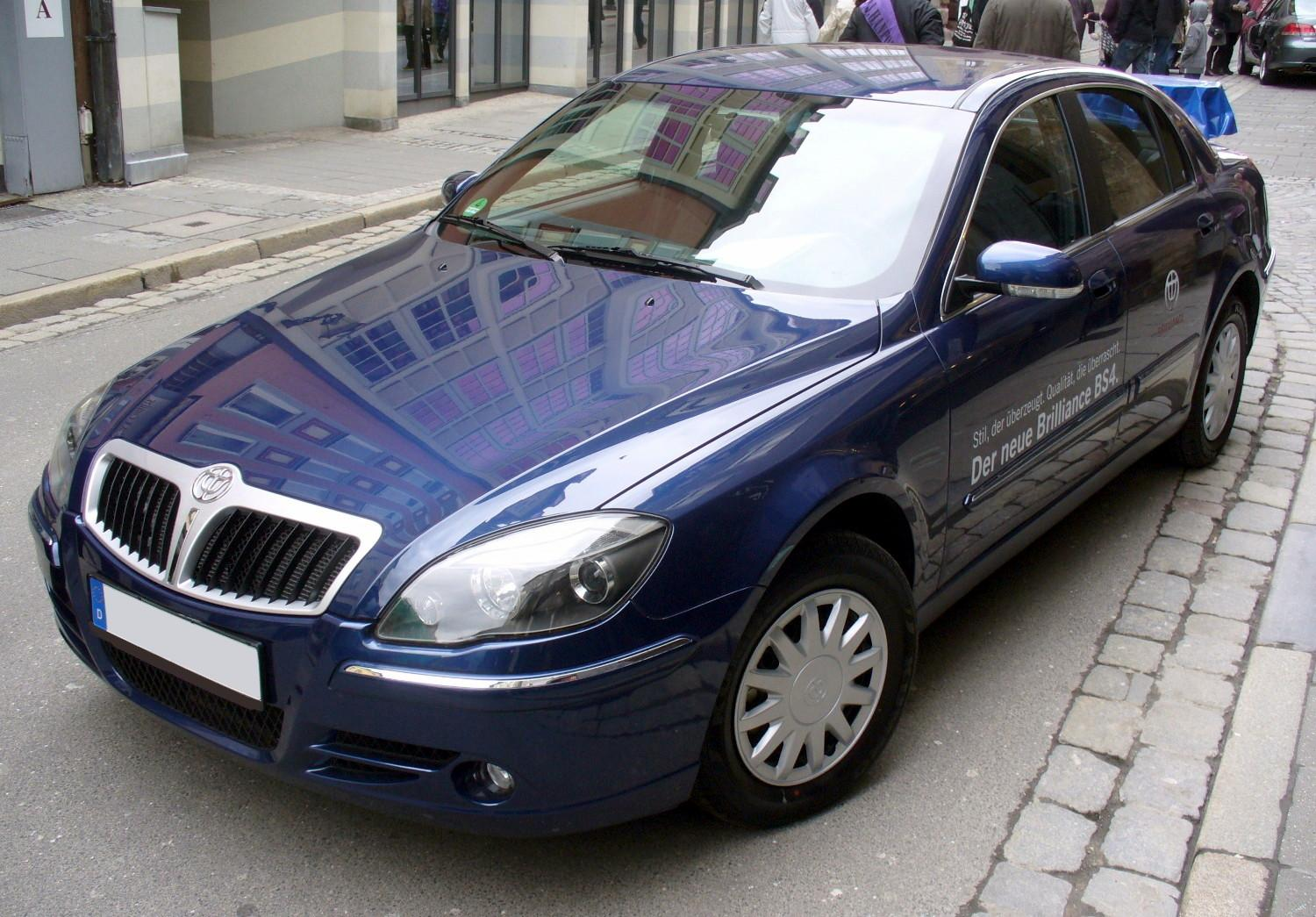
Brilliance M2
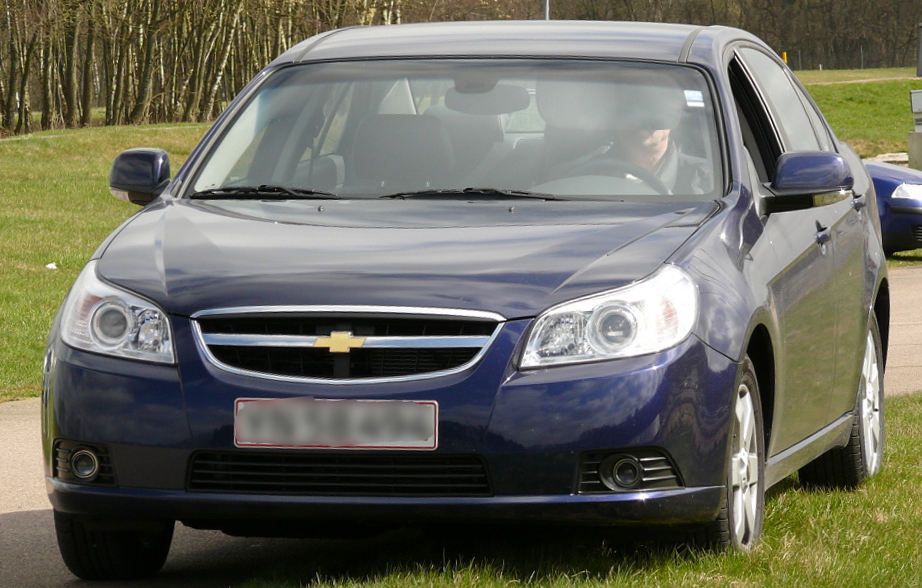
Chevrolet Epica
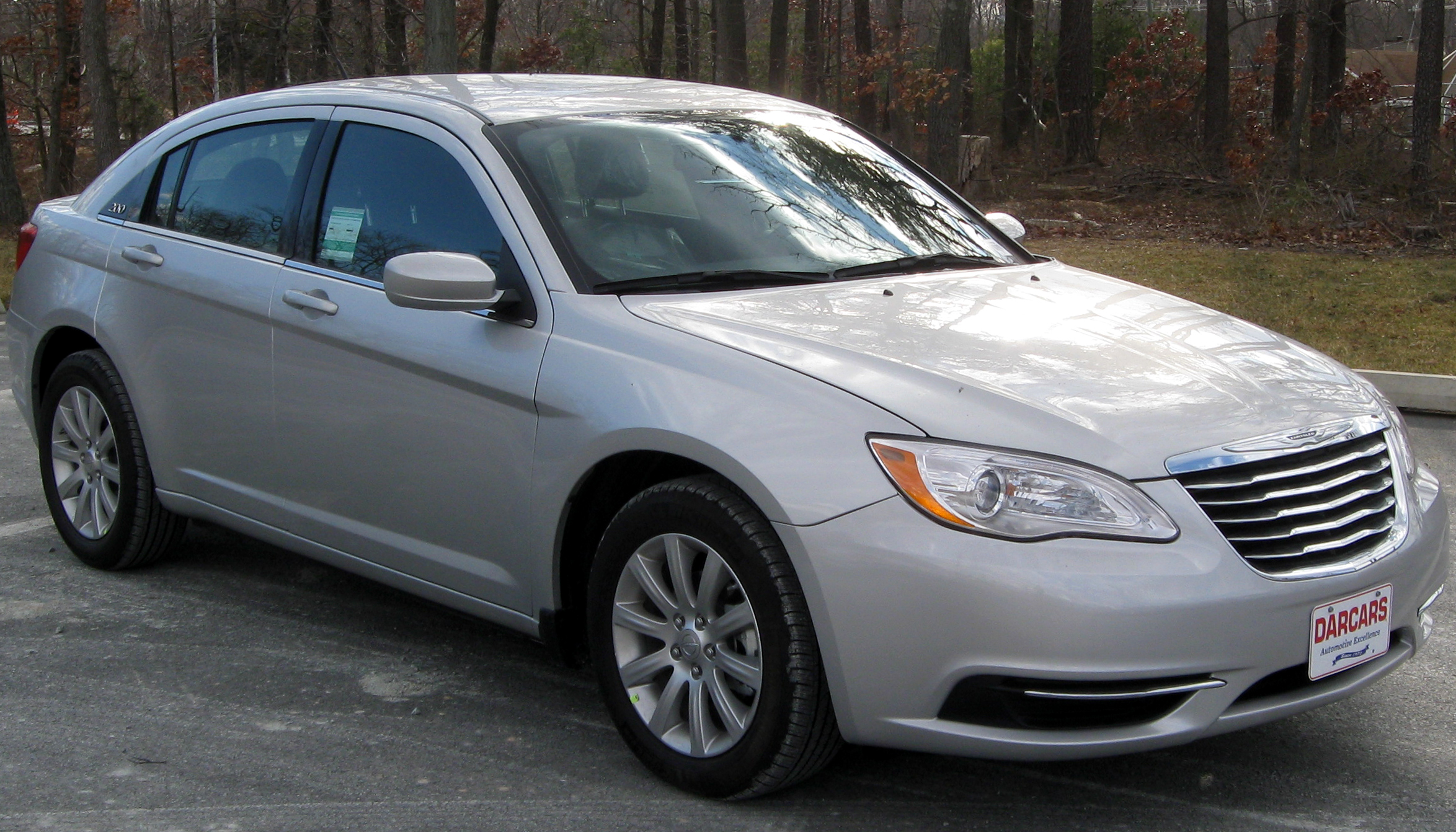
Chrysler 200
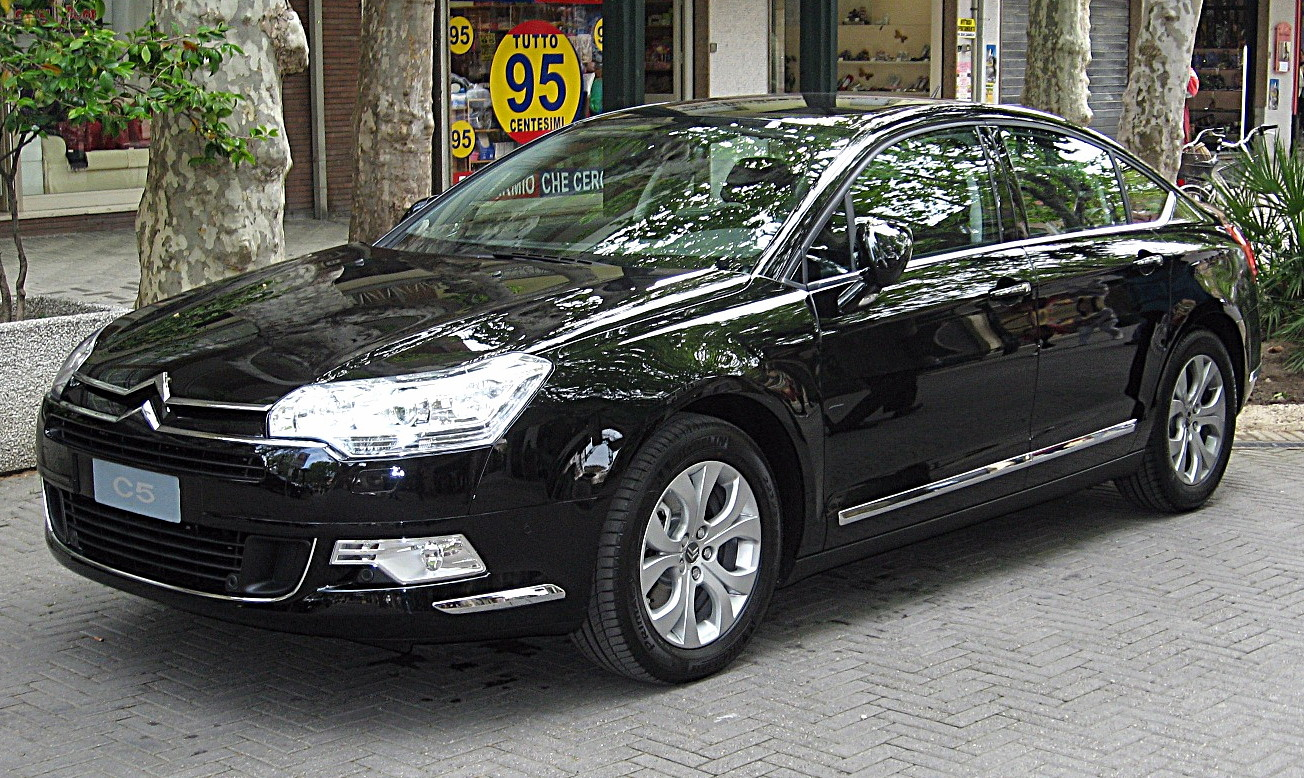
Citroën C5
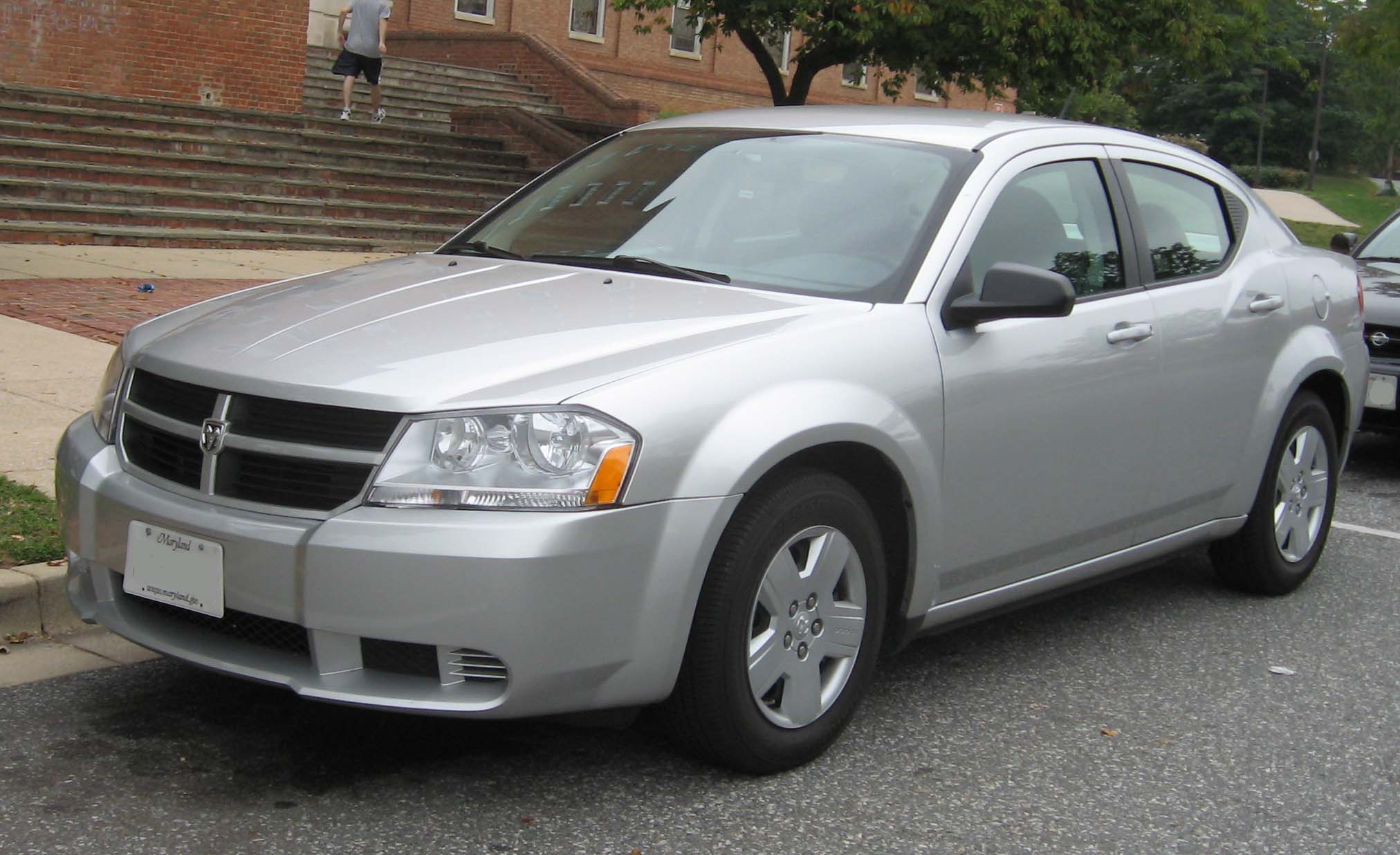
Dodge Avenger
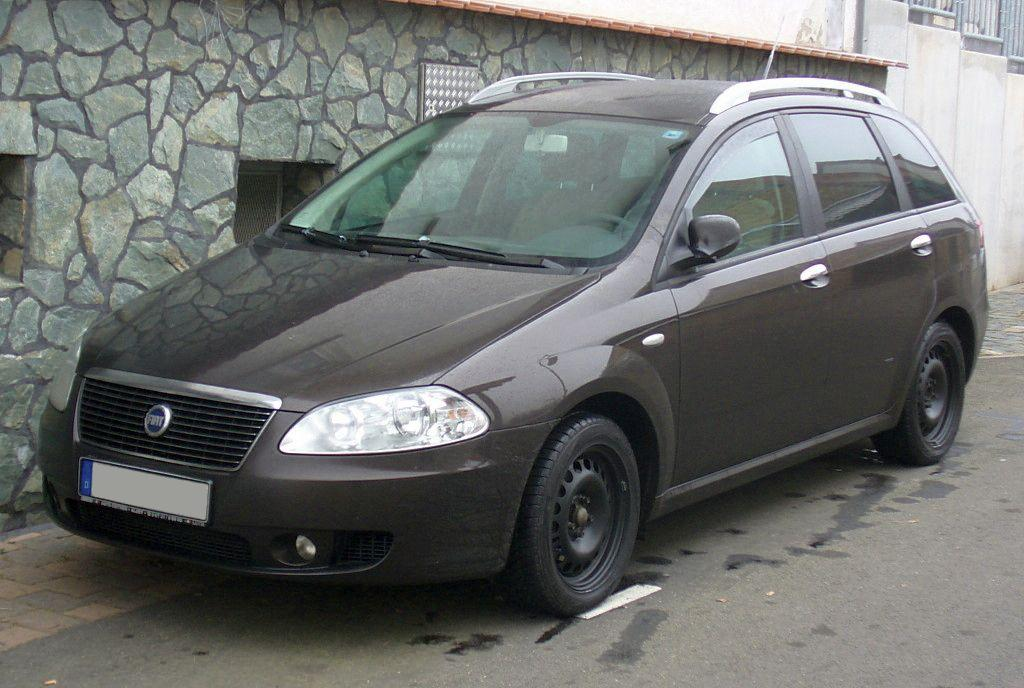
Fiat Croma
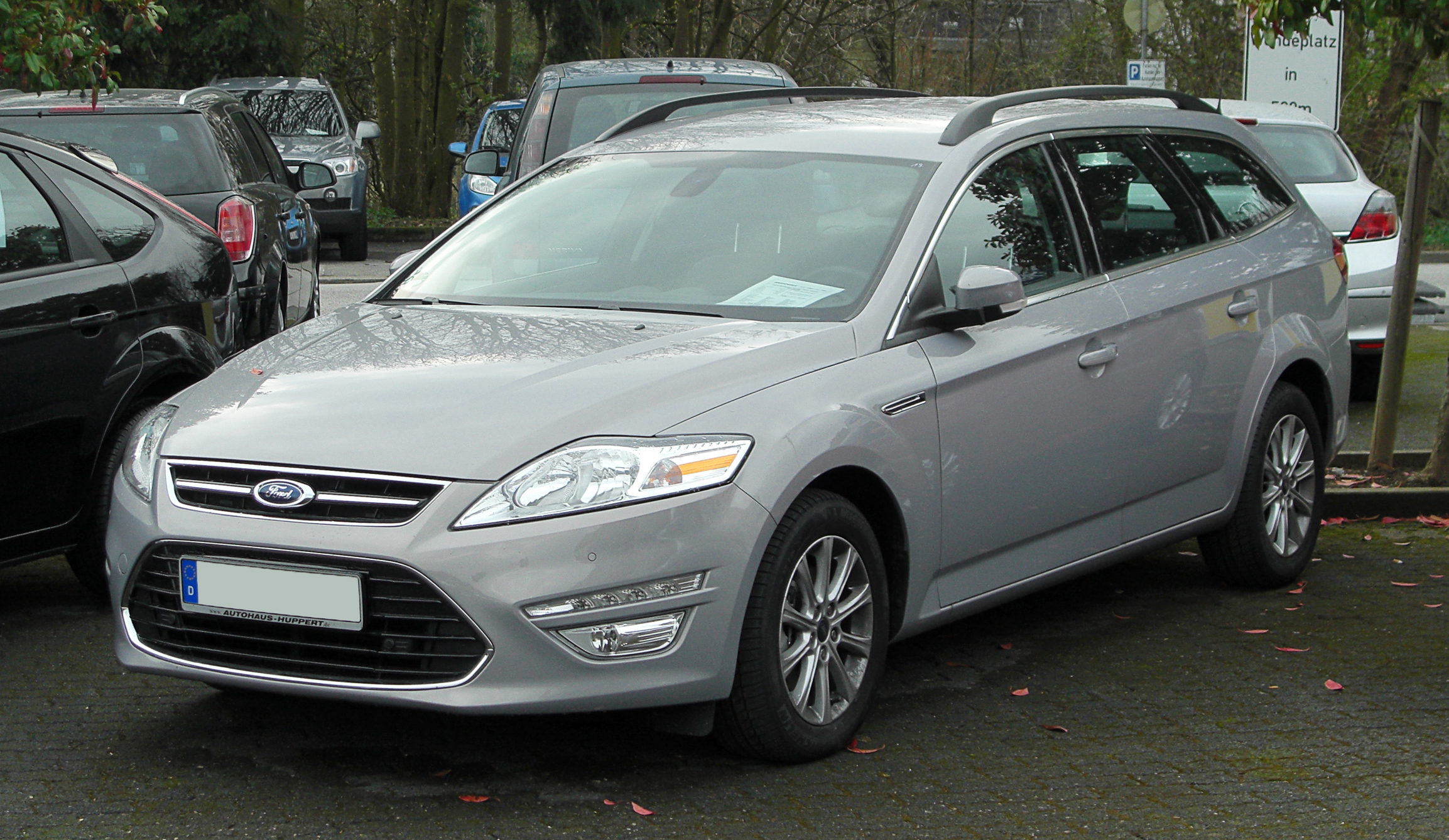
Ford Mondeo
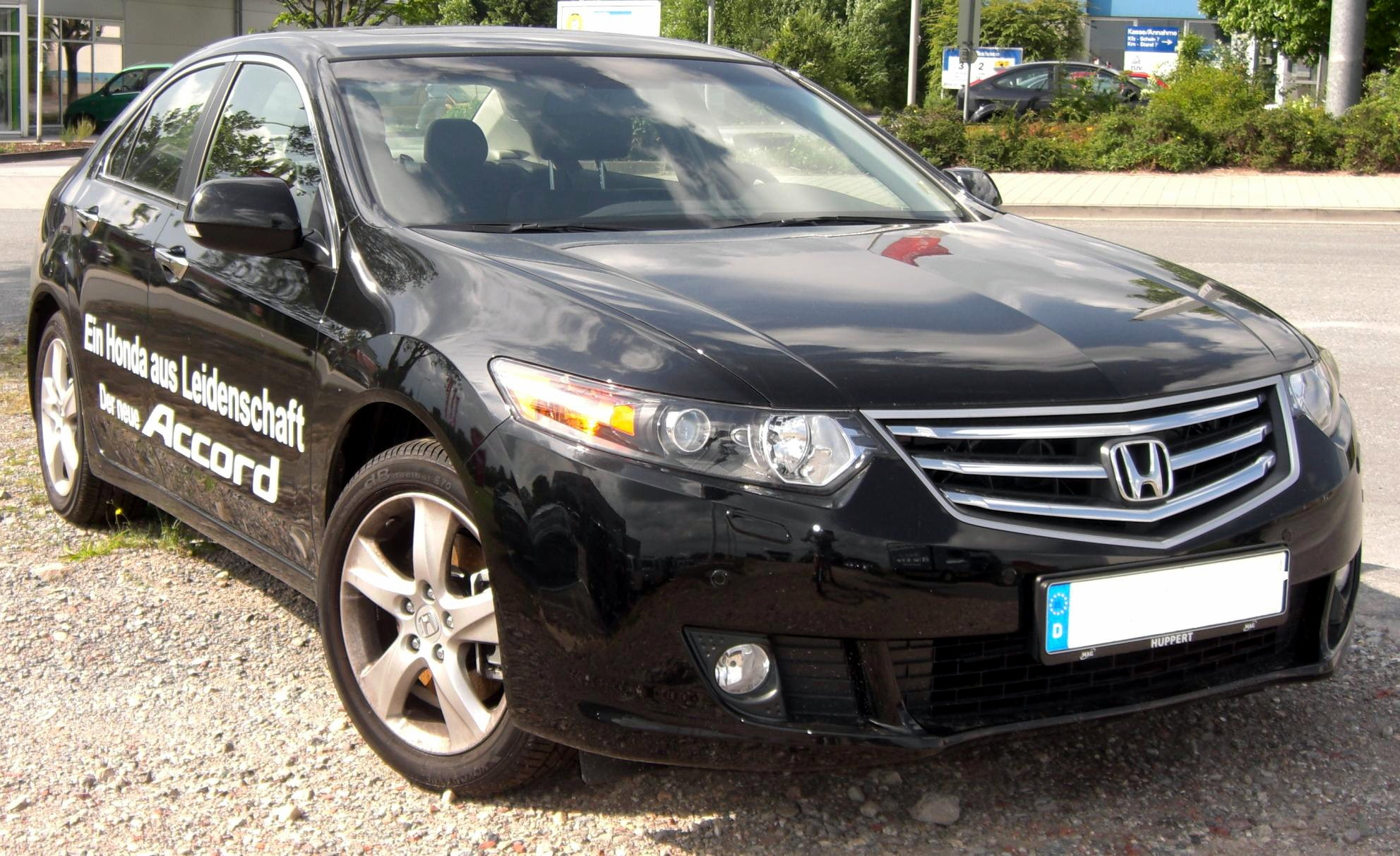
Honda Accord
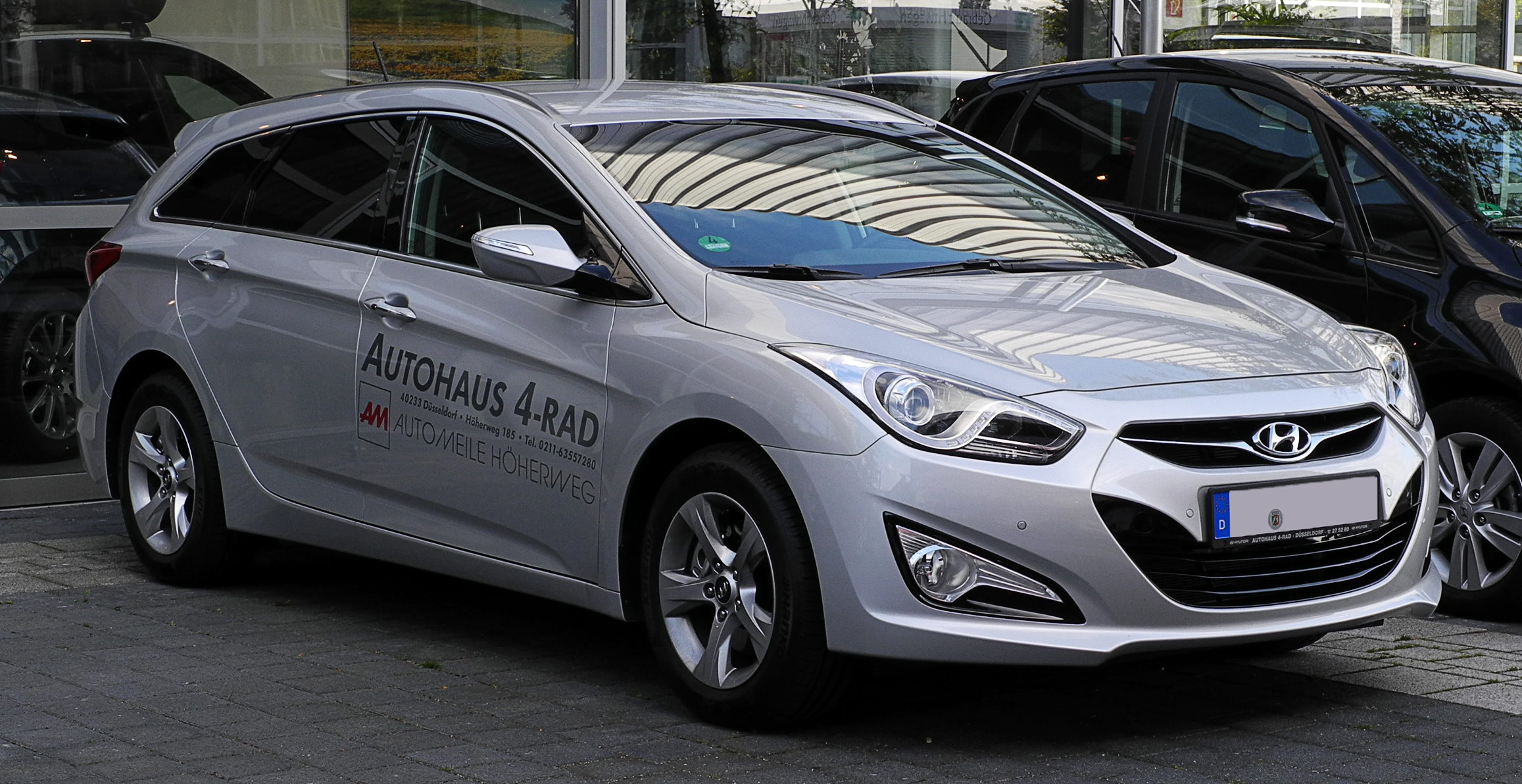
Hyundai i40
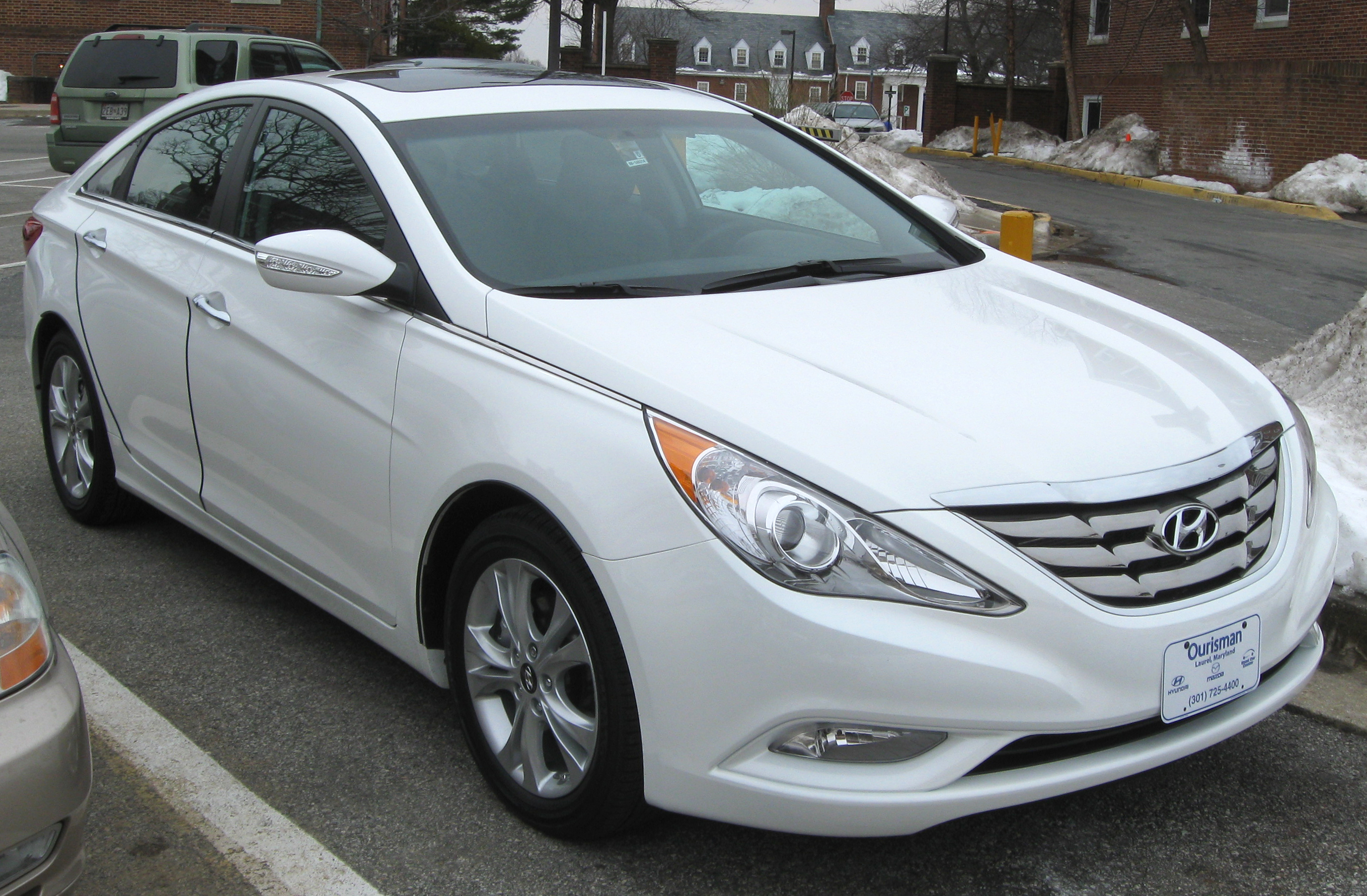
Hyundai Sonata
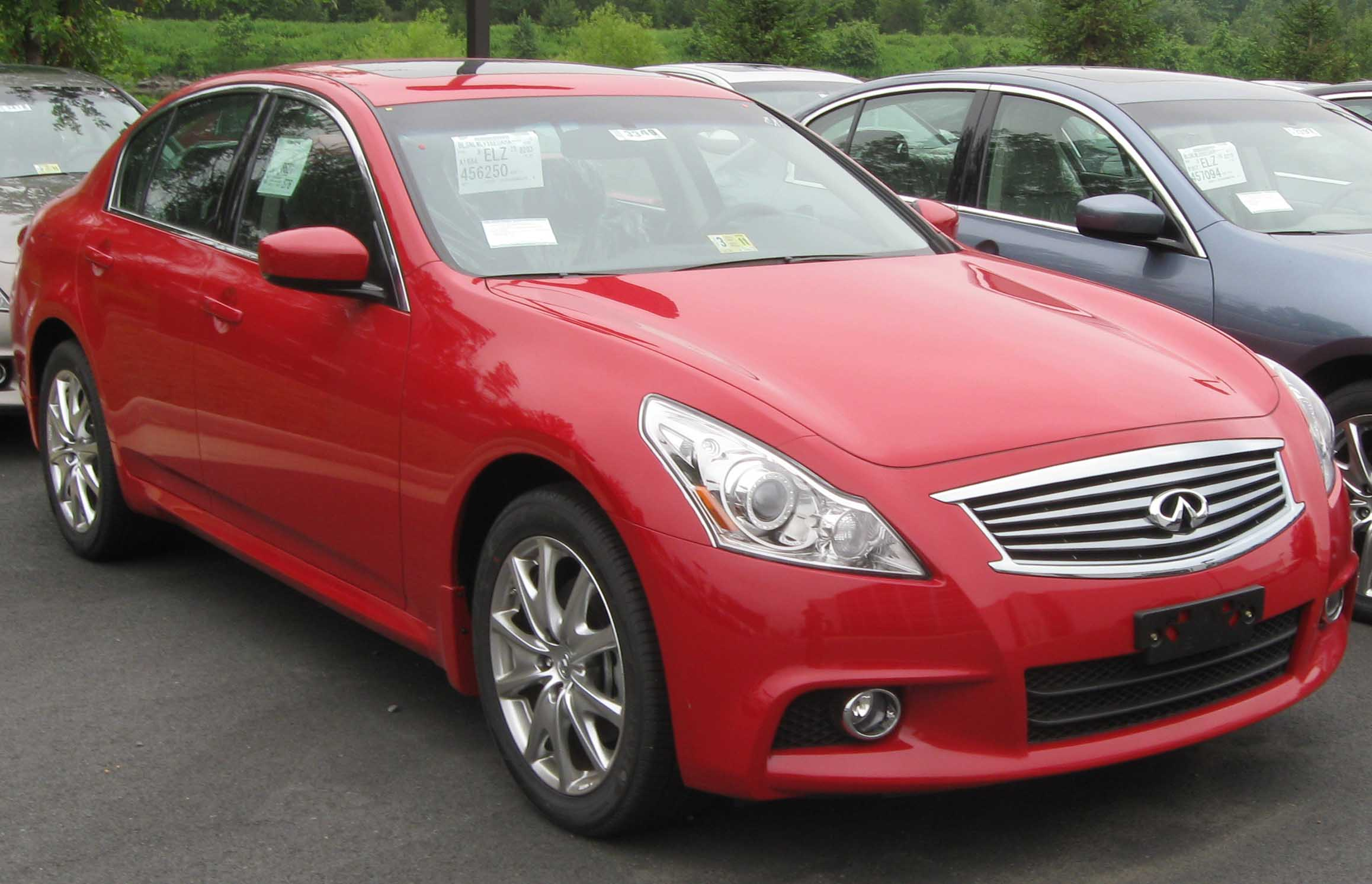
Infiniti G35/37
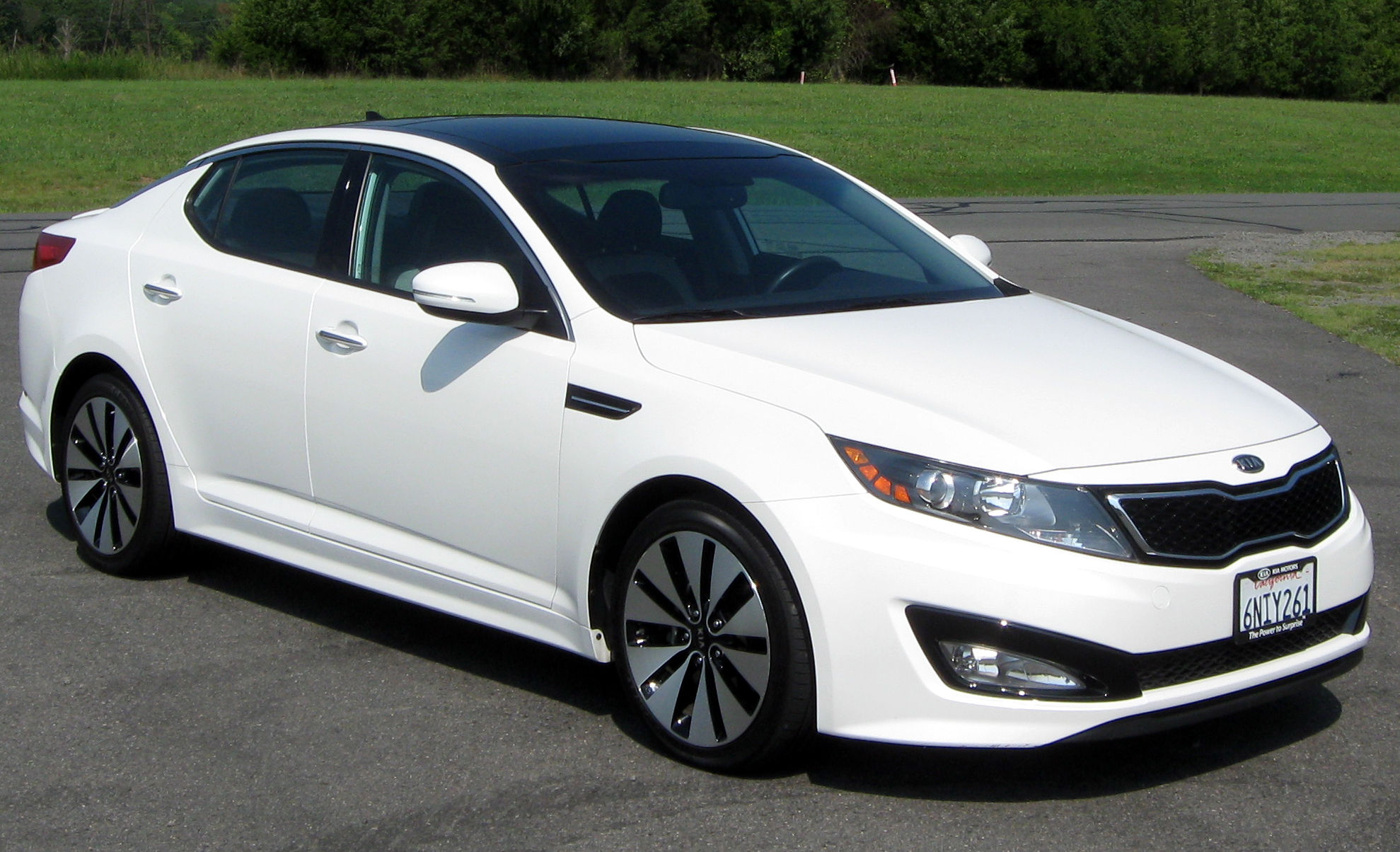
Kia Magentis
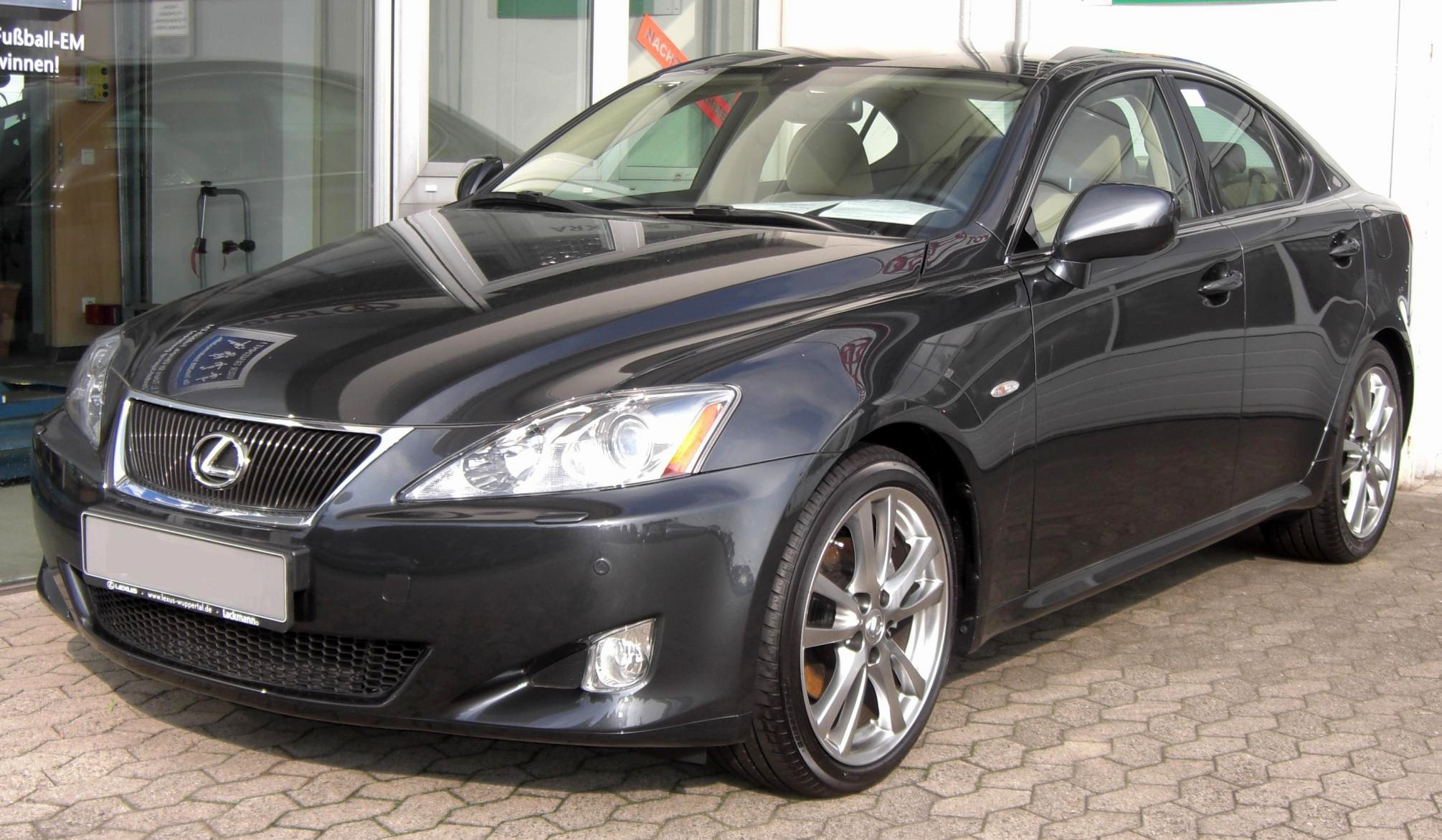
Lexus IS
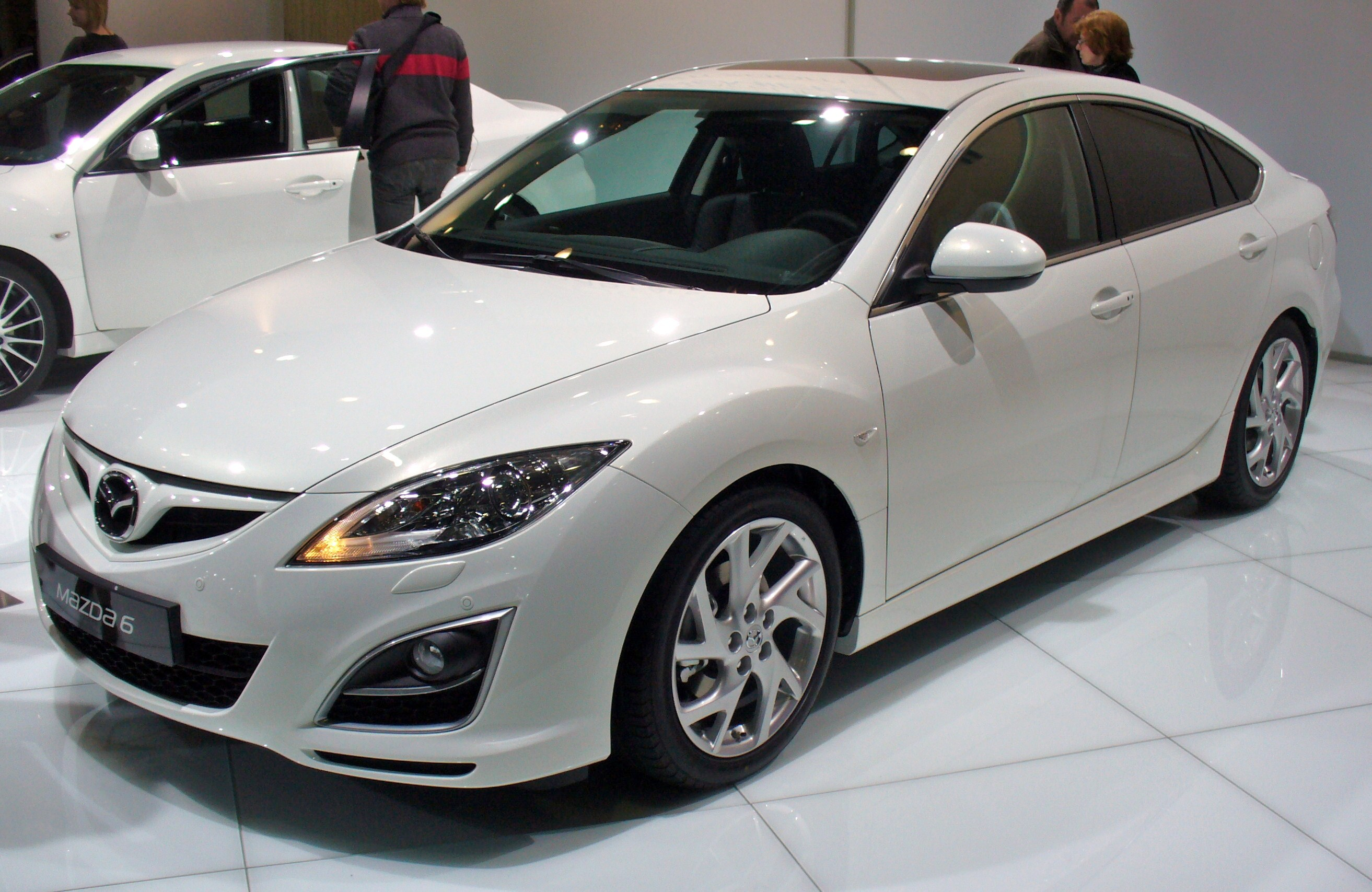
Mazda6
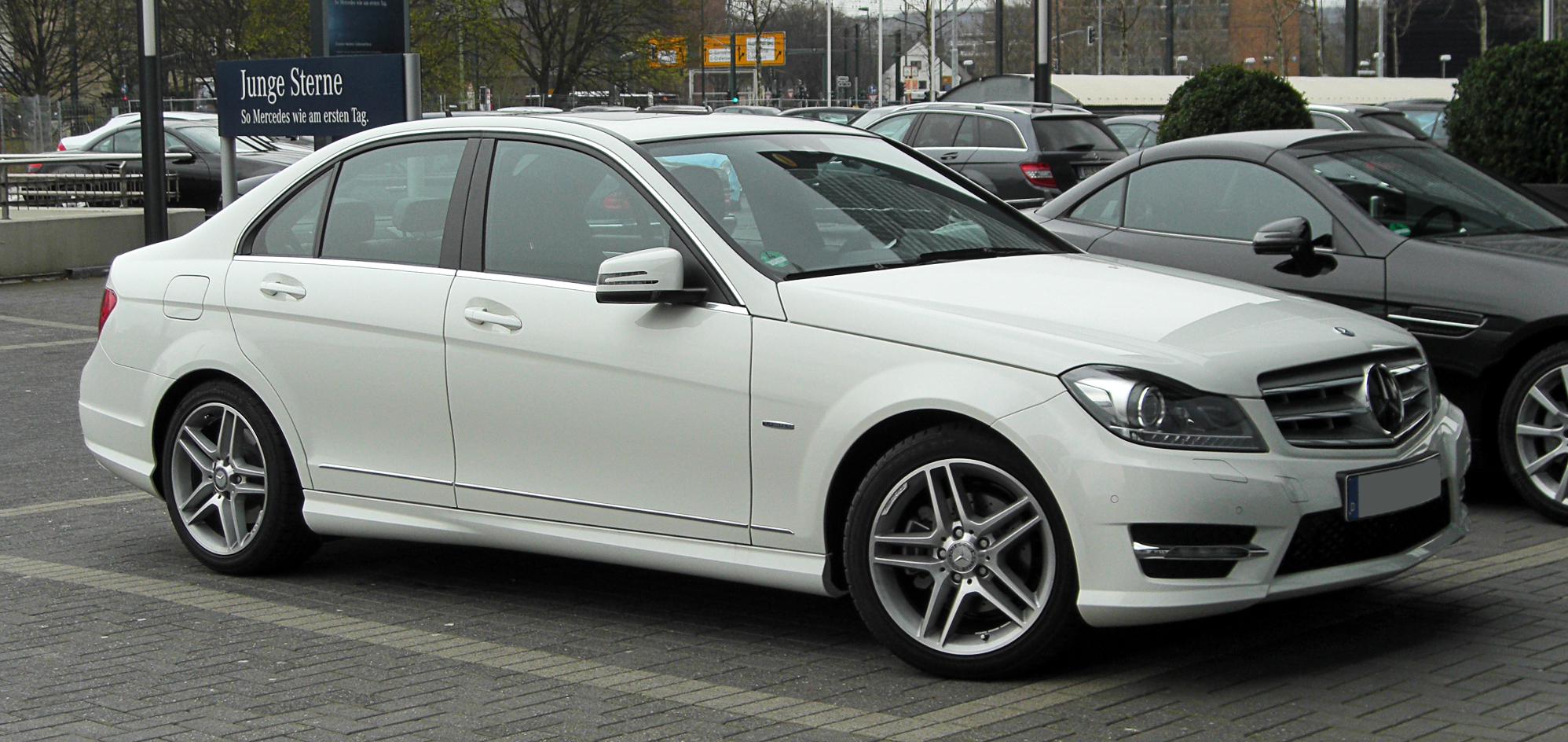
Mercedes-Benz C-Клас
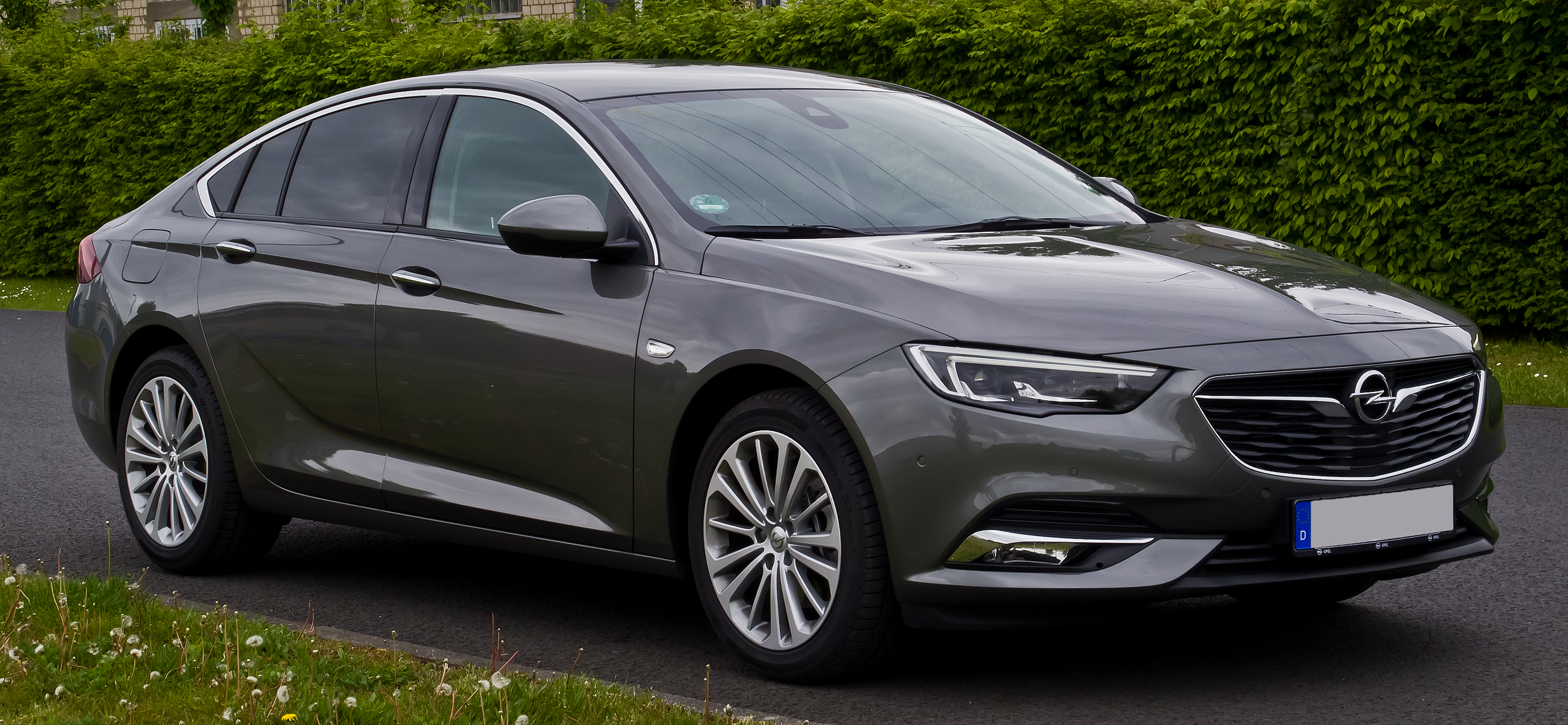
Opel Insignia
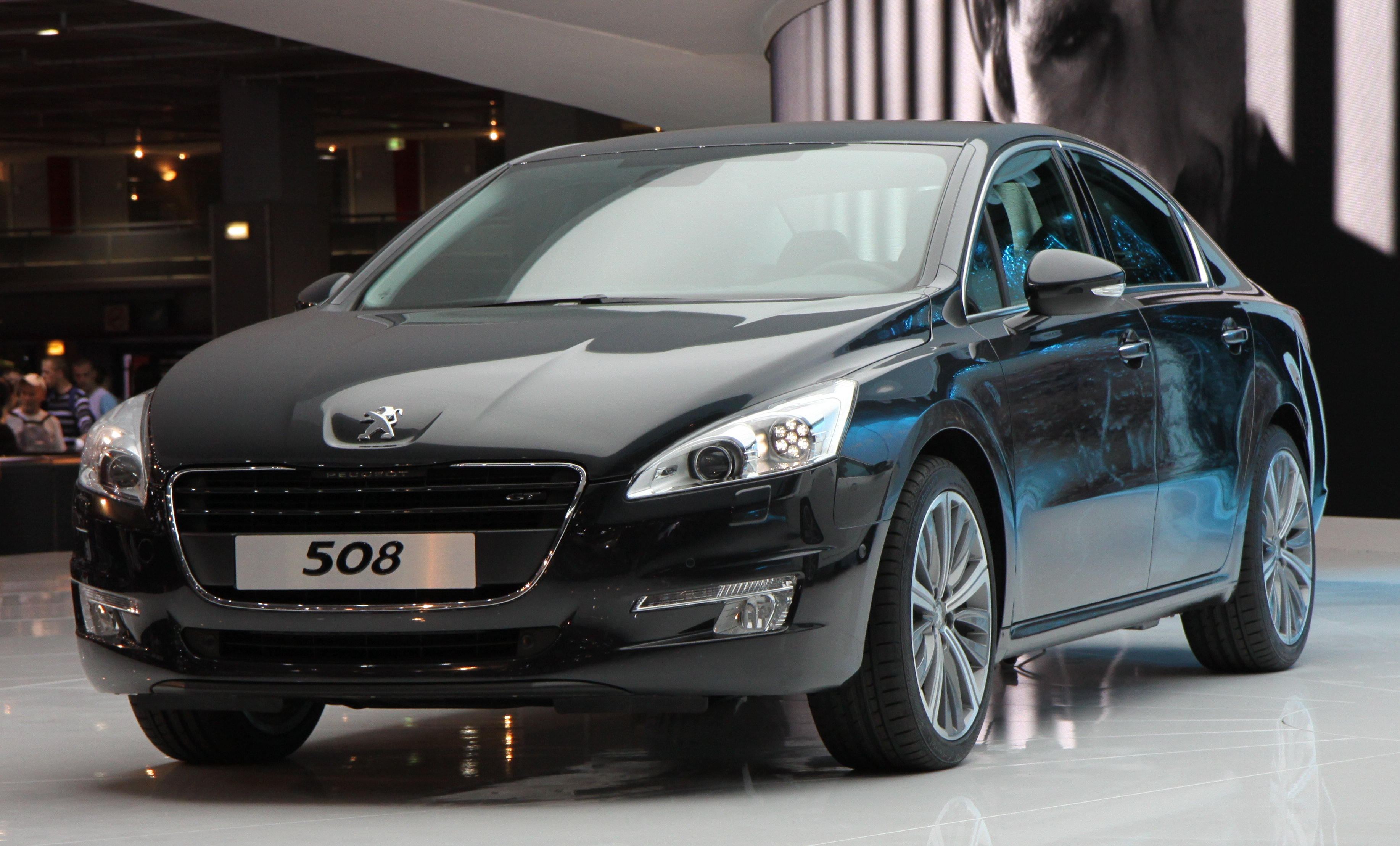
Peugeot 508
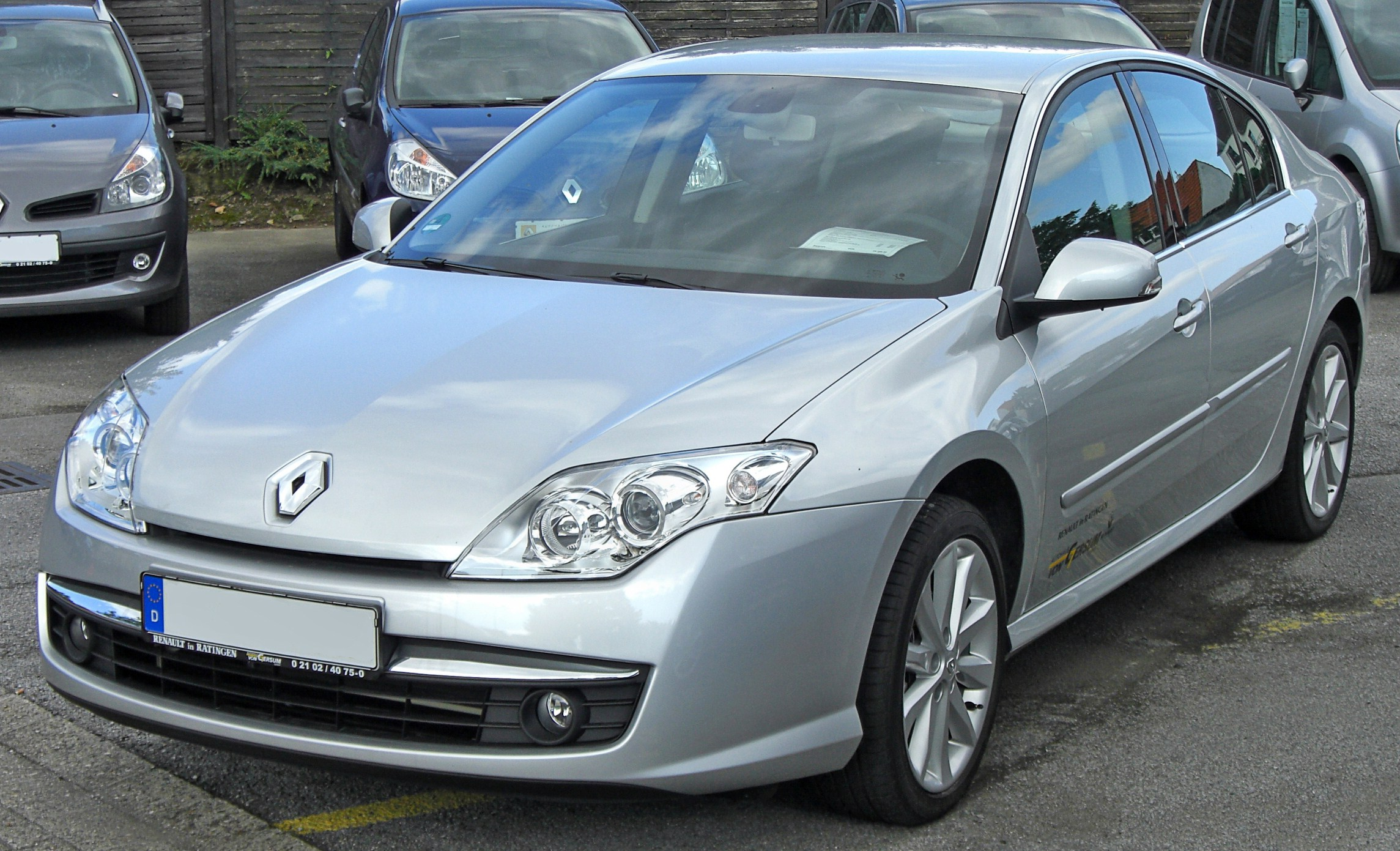
Renault Laguna
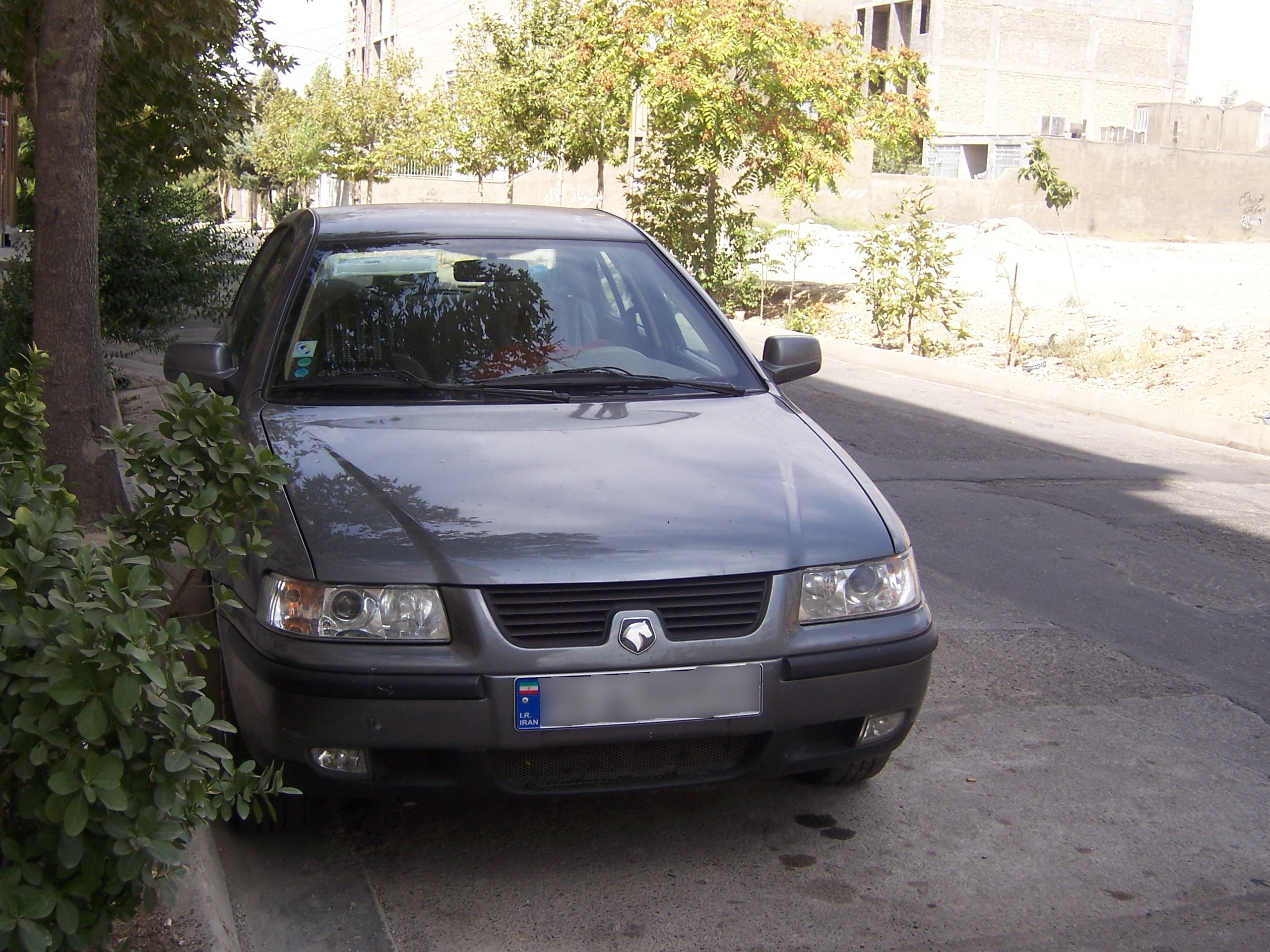
Samand
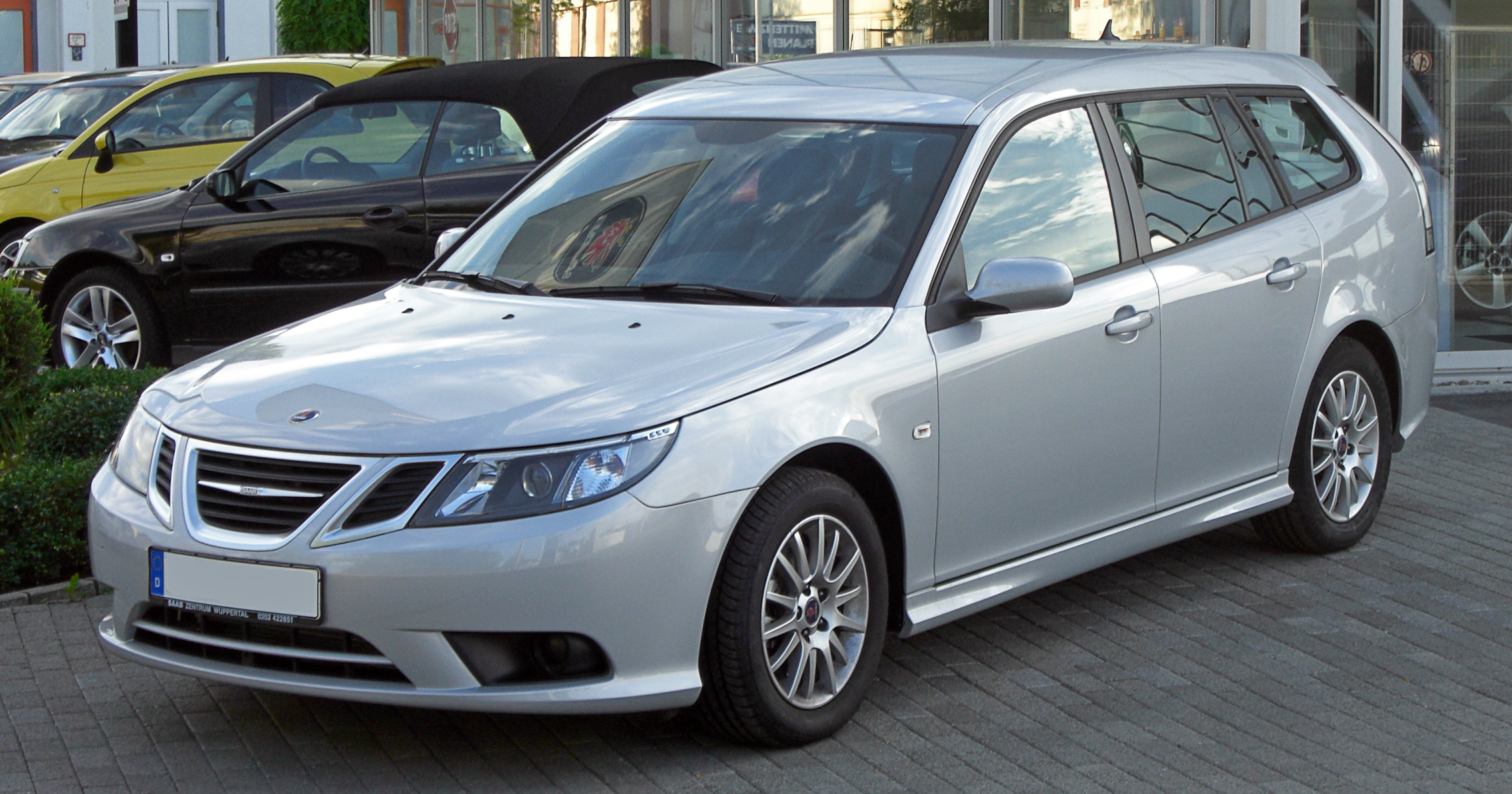
Saab 9-3
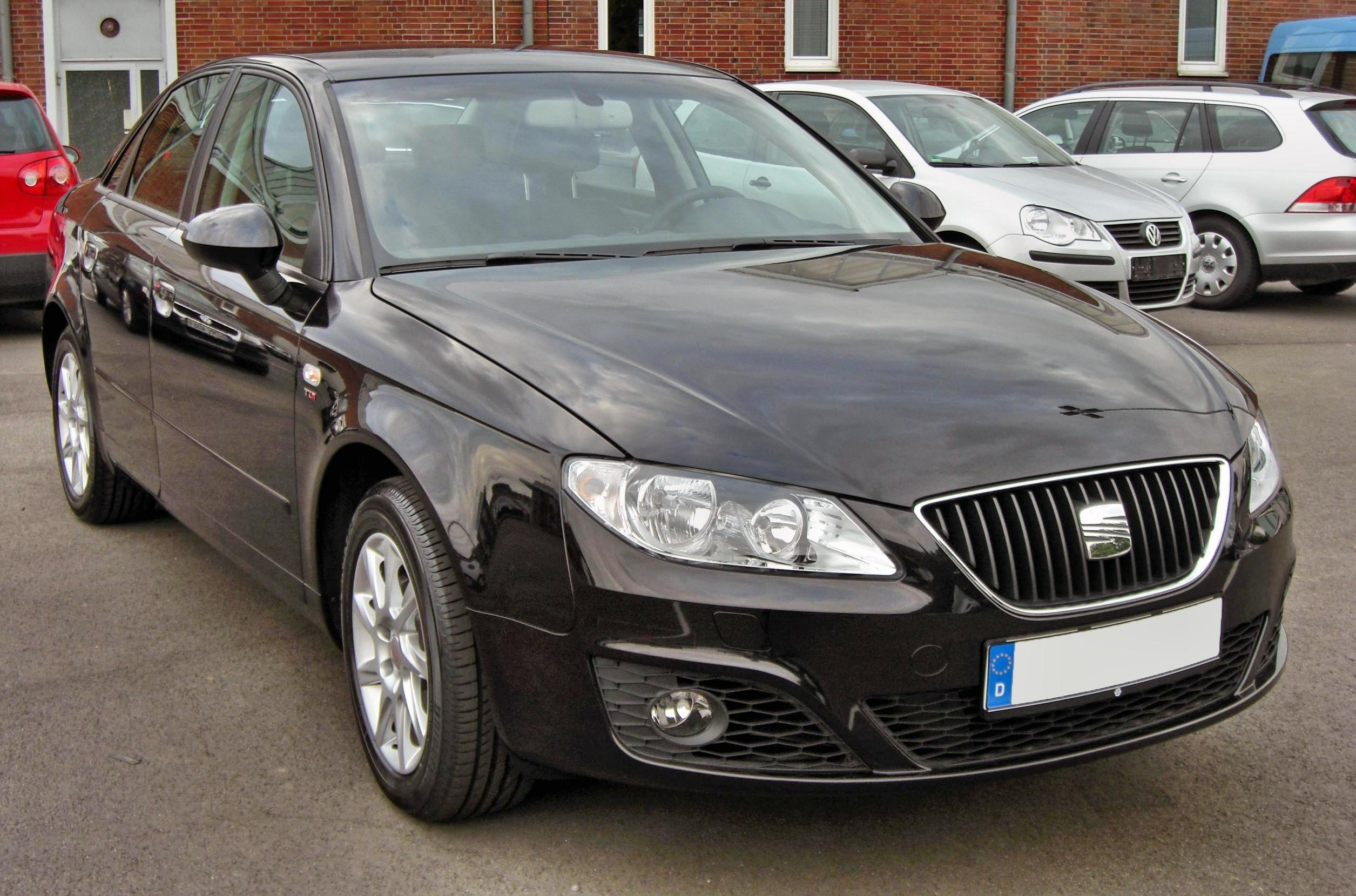
Seat Exeo
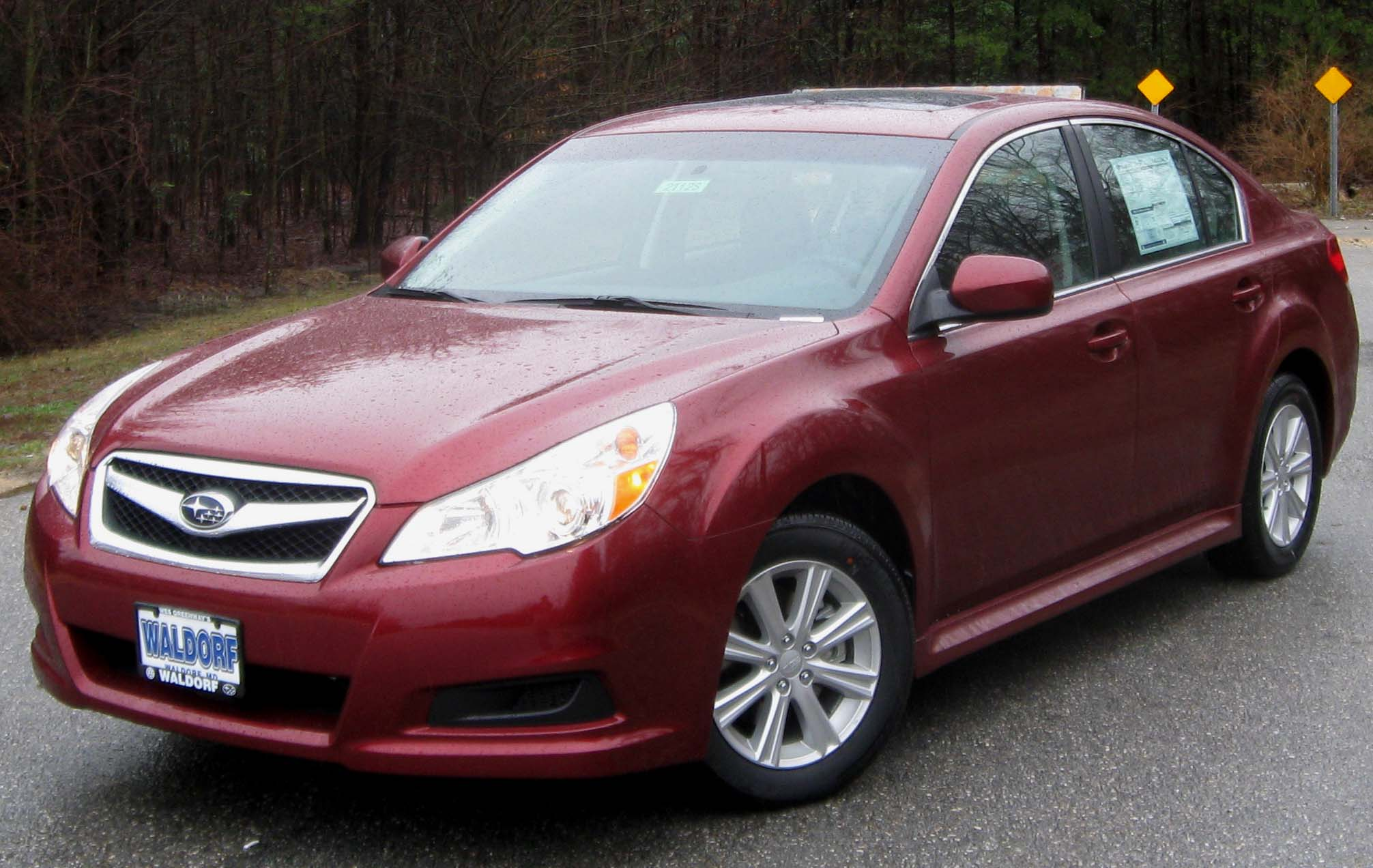
Subaru Legacy
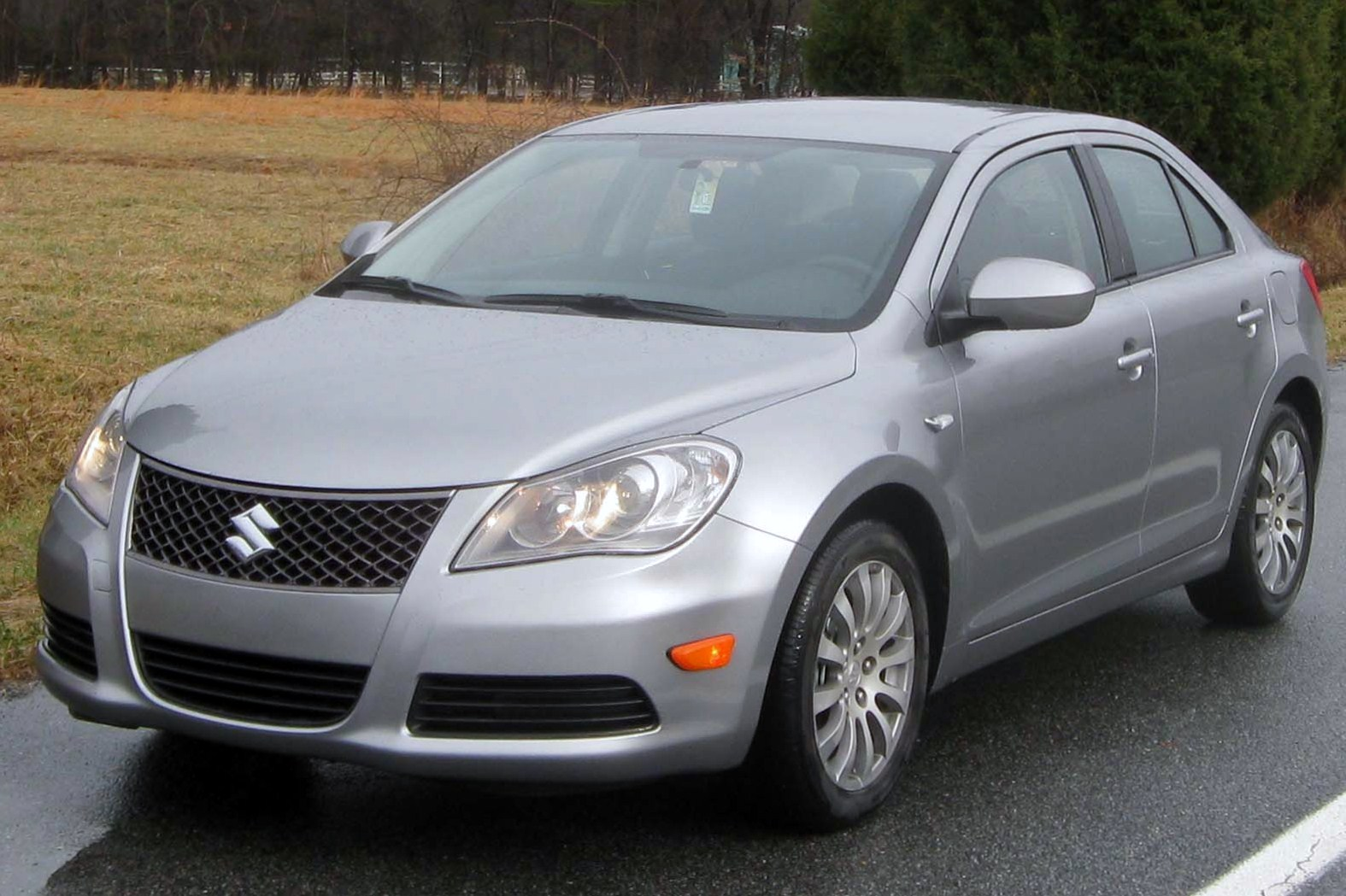
Suzuki Kizashi
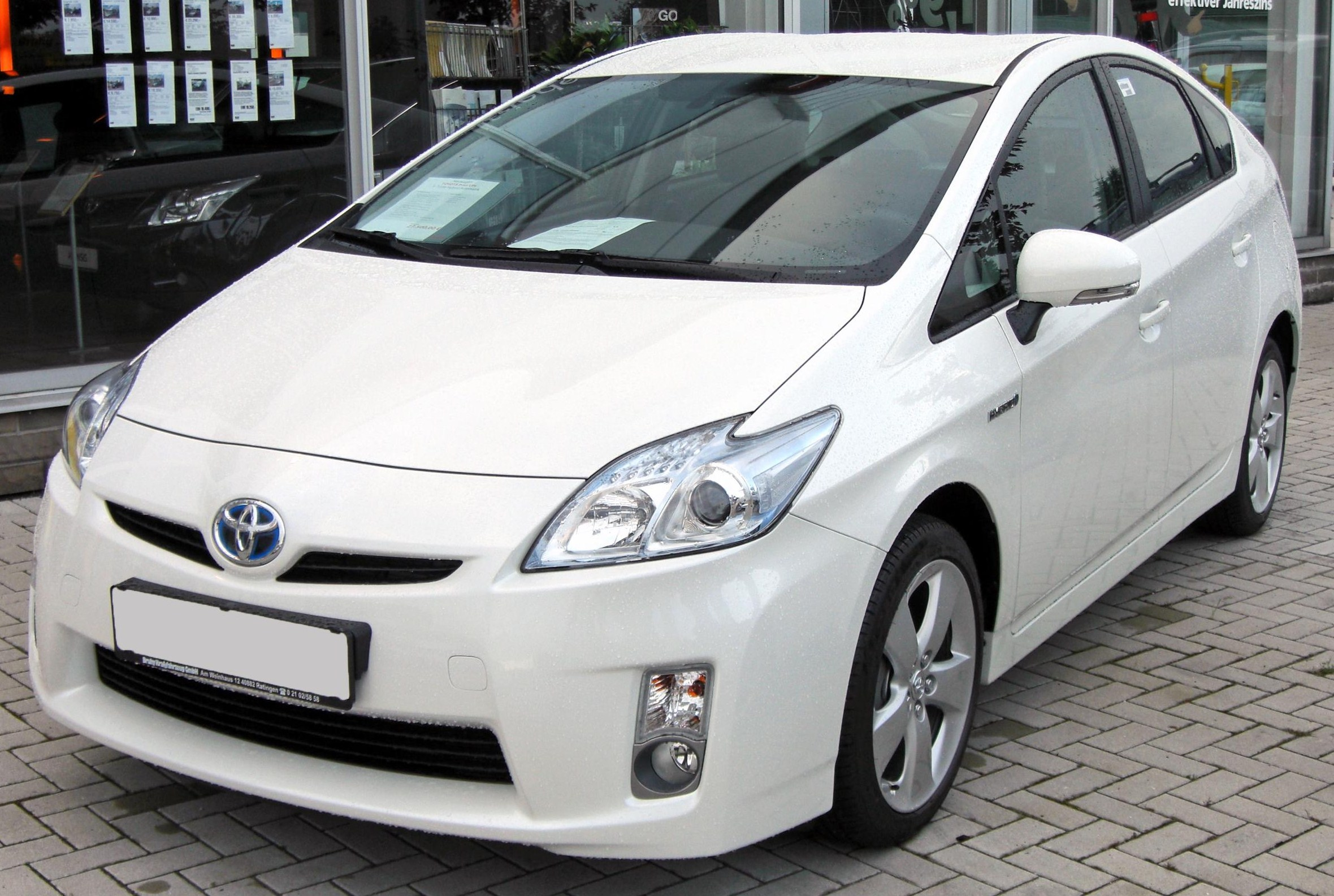
Toyota Prius
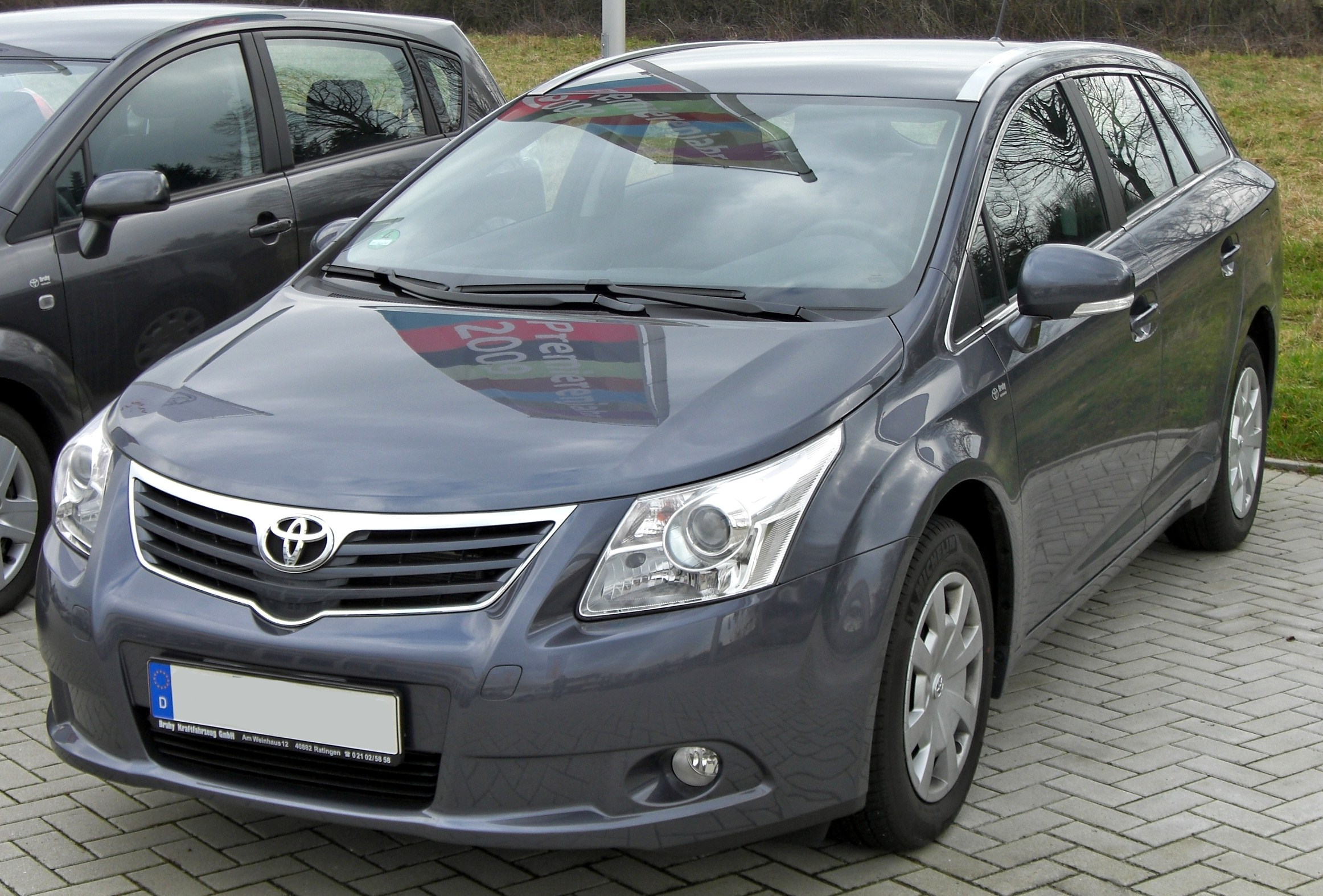
Toyota Avensis
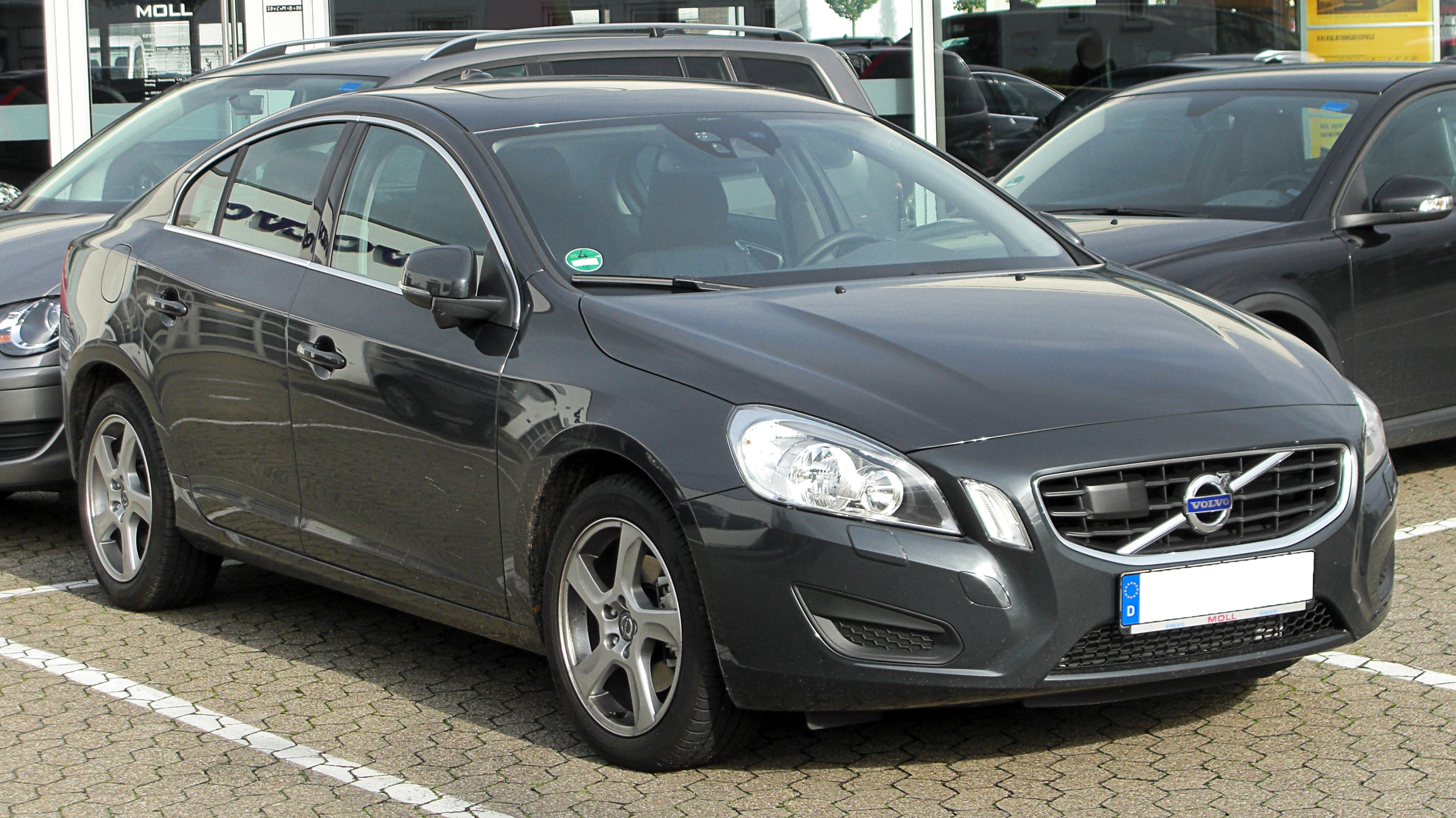
Volvo S60
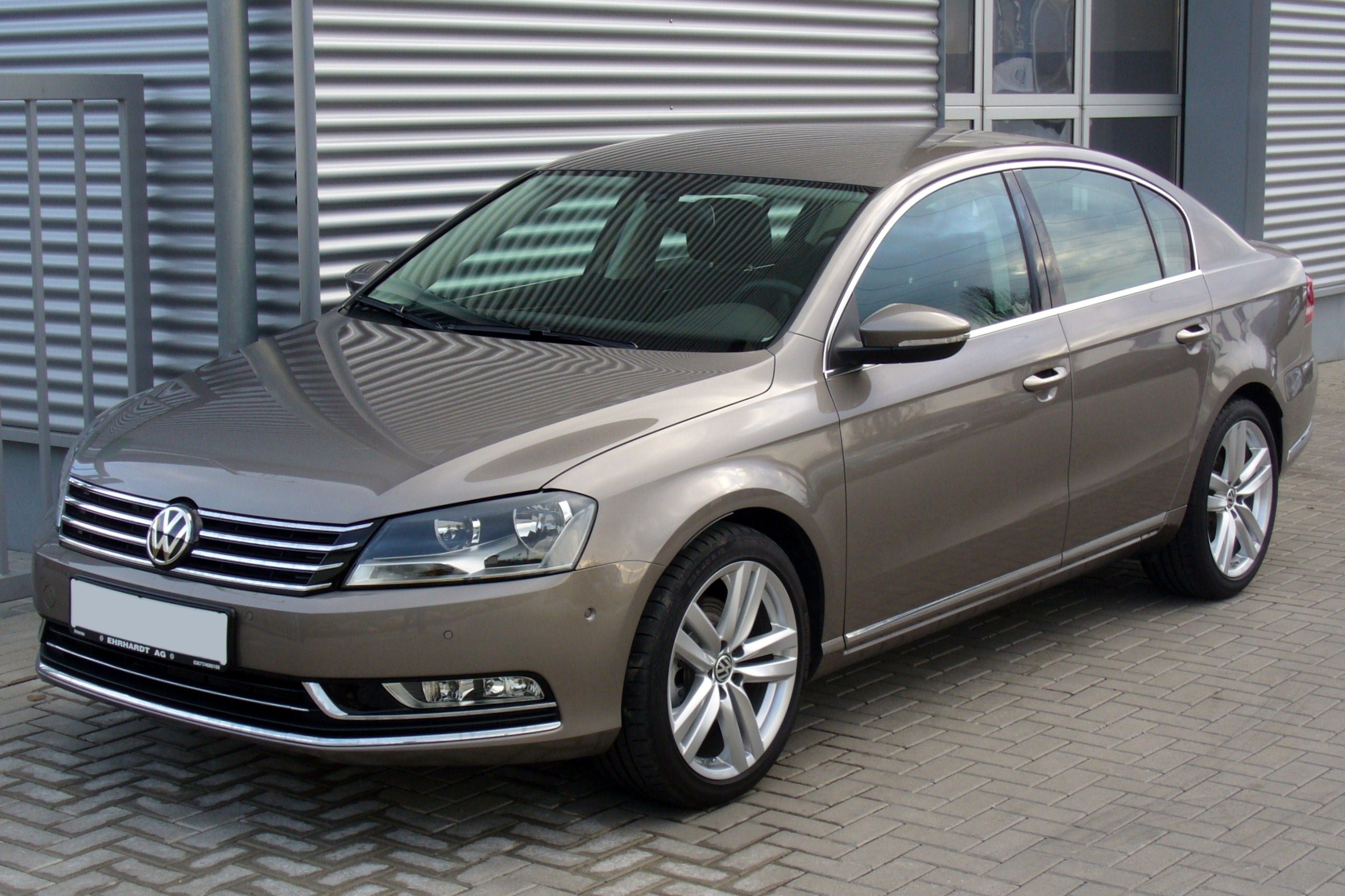
Volkswagen Passat
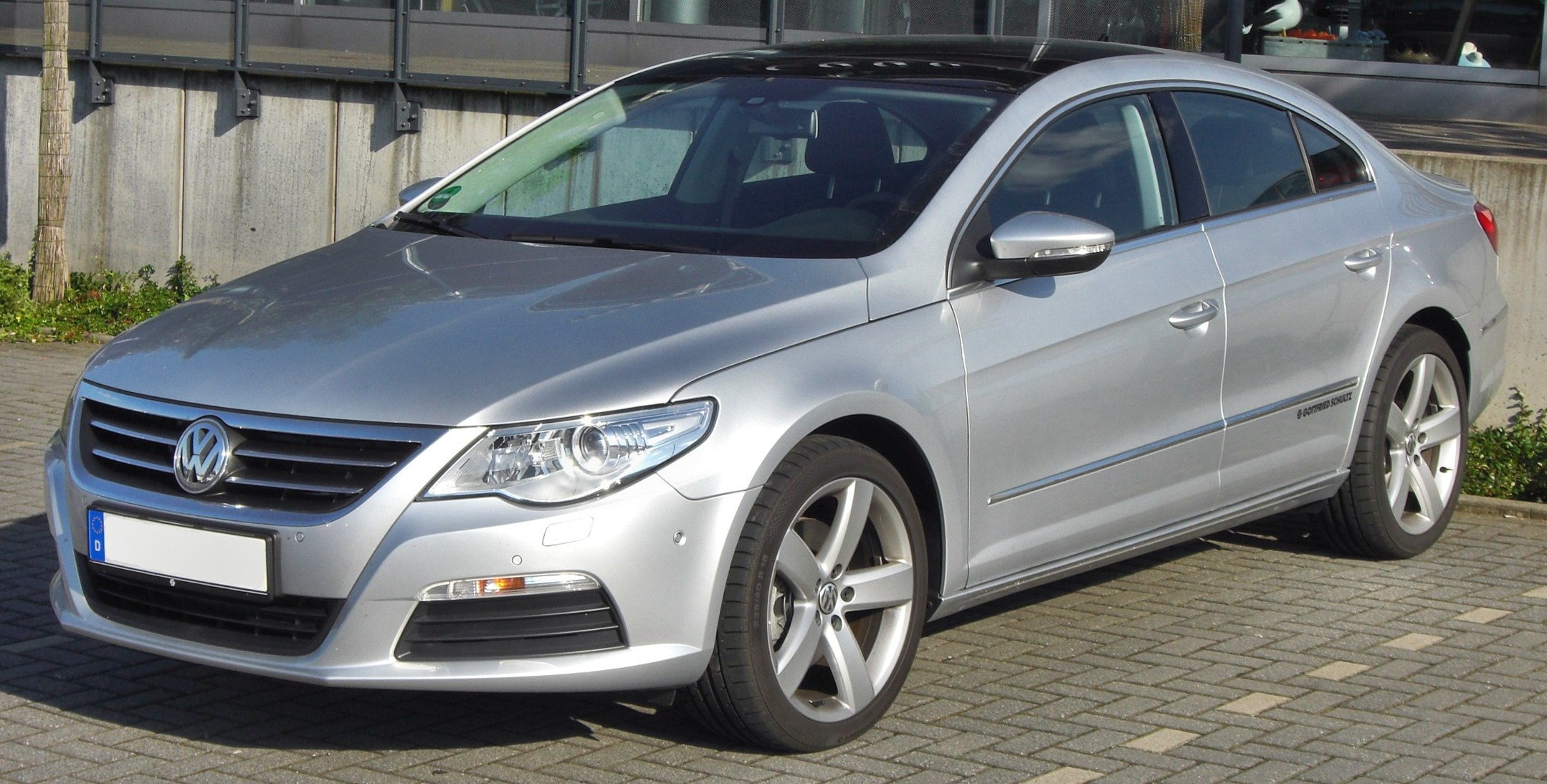
Volkswagen Passat CC

### Моделі, які не поставляються в Європу

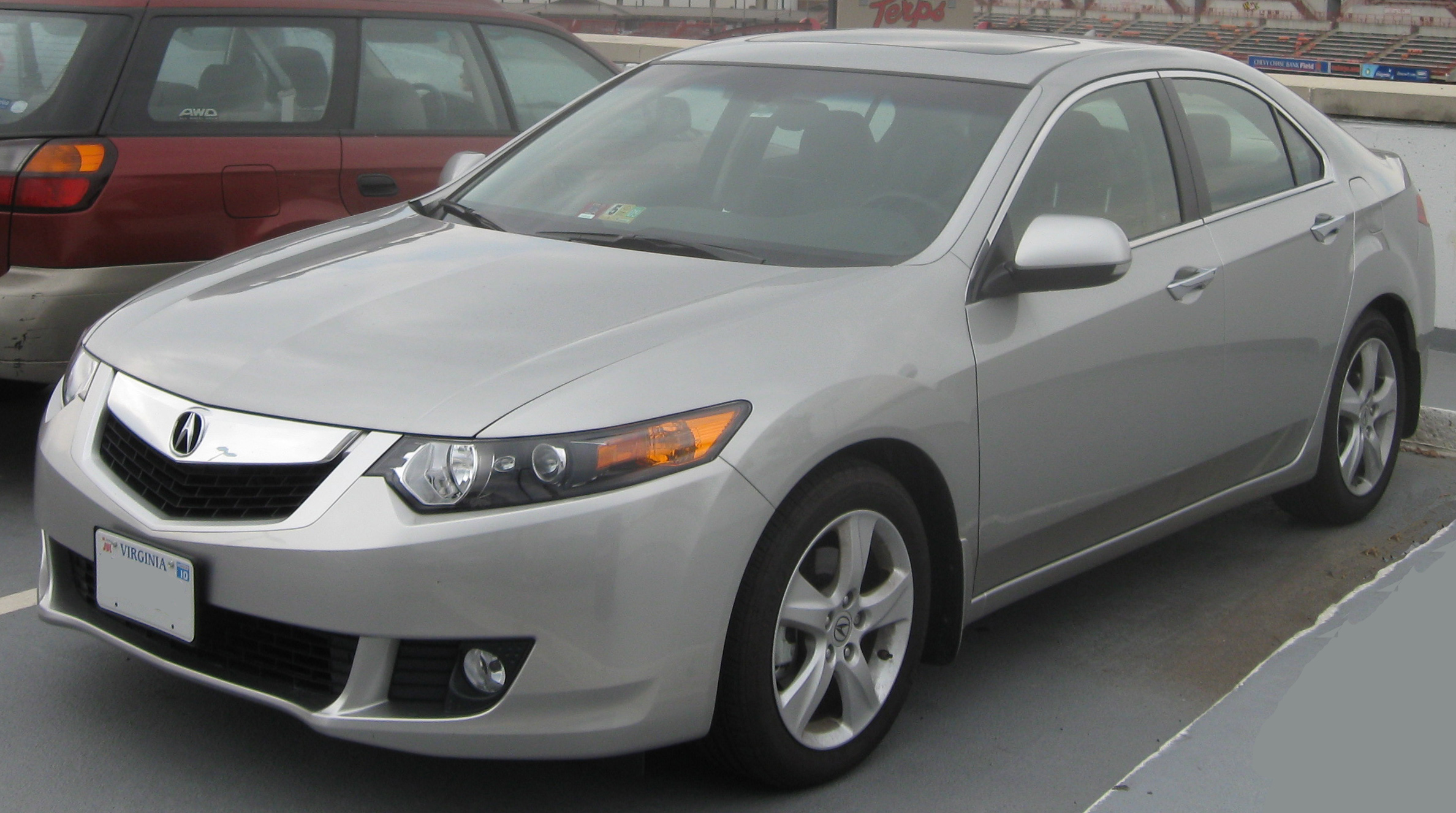
Acura TSX
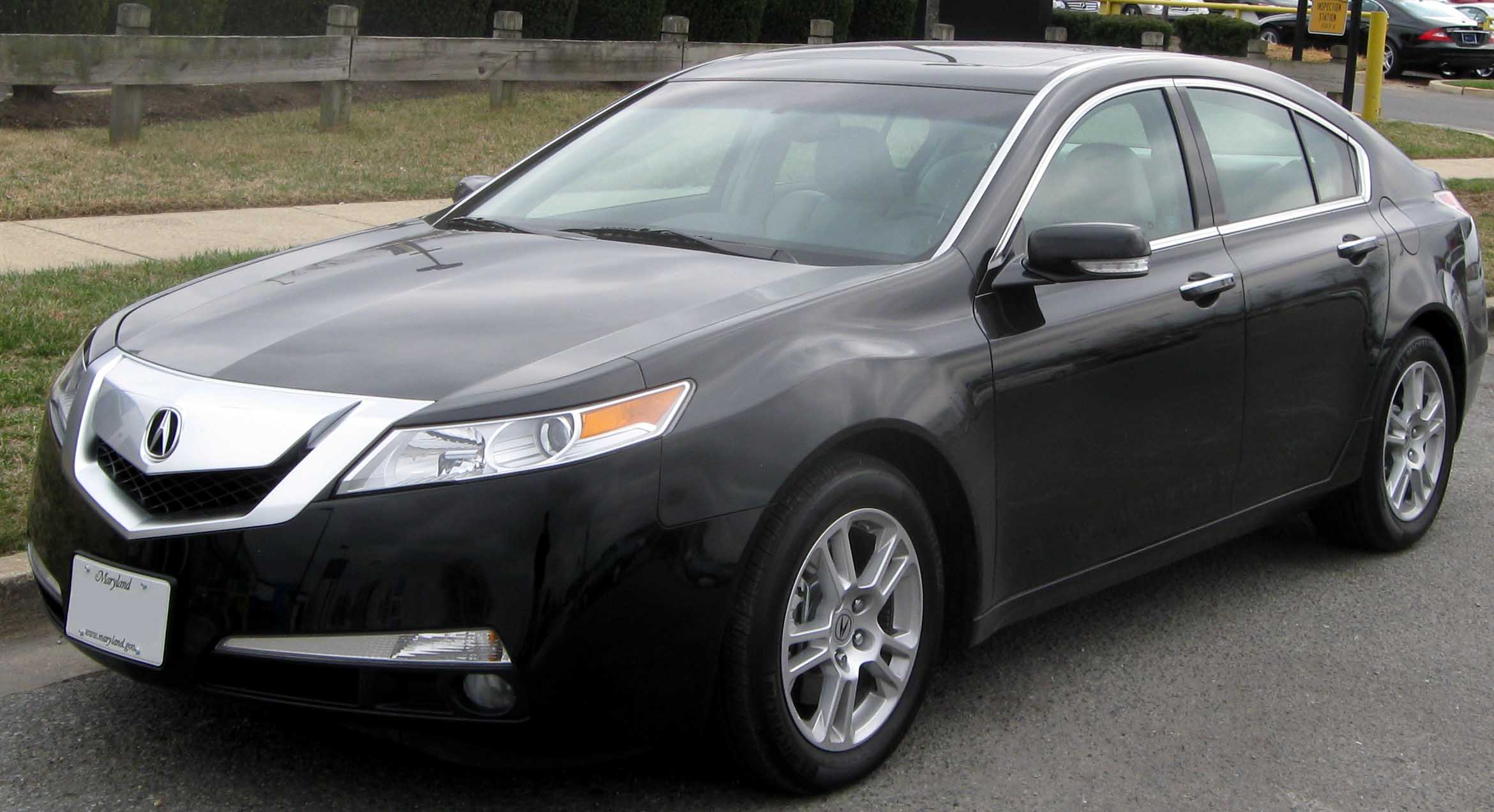
Acura TL
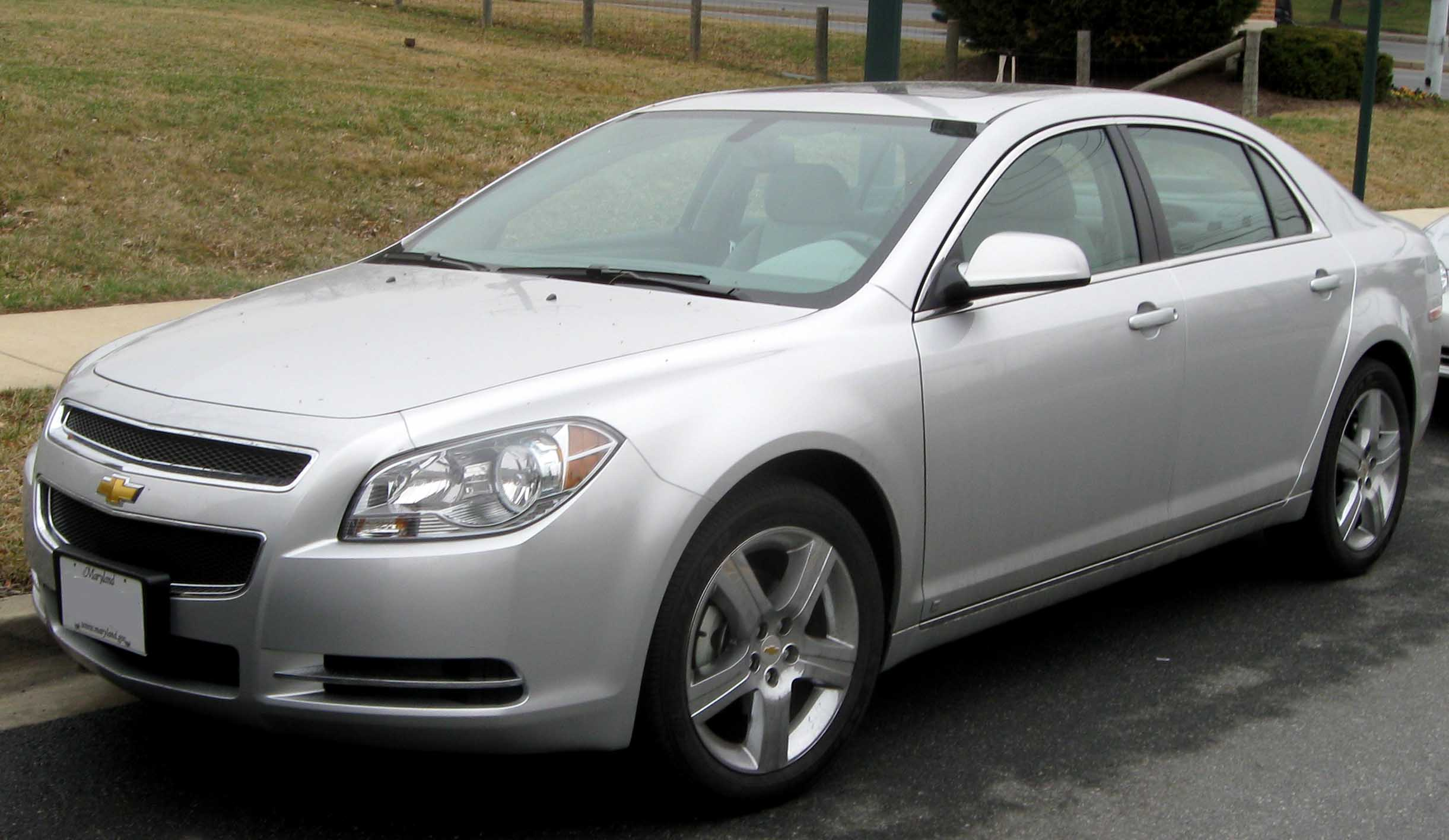
Chevrolet Malibu
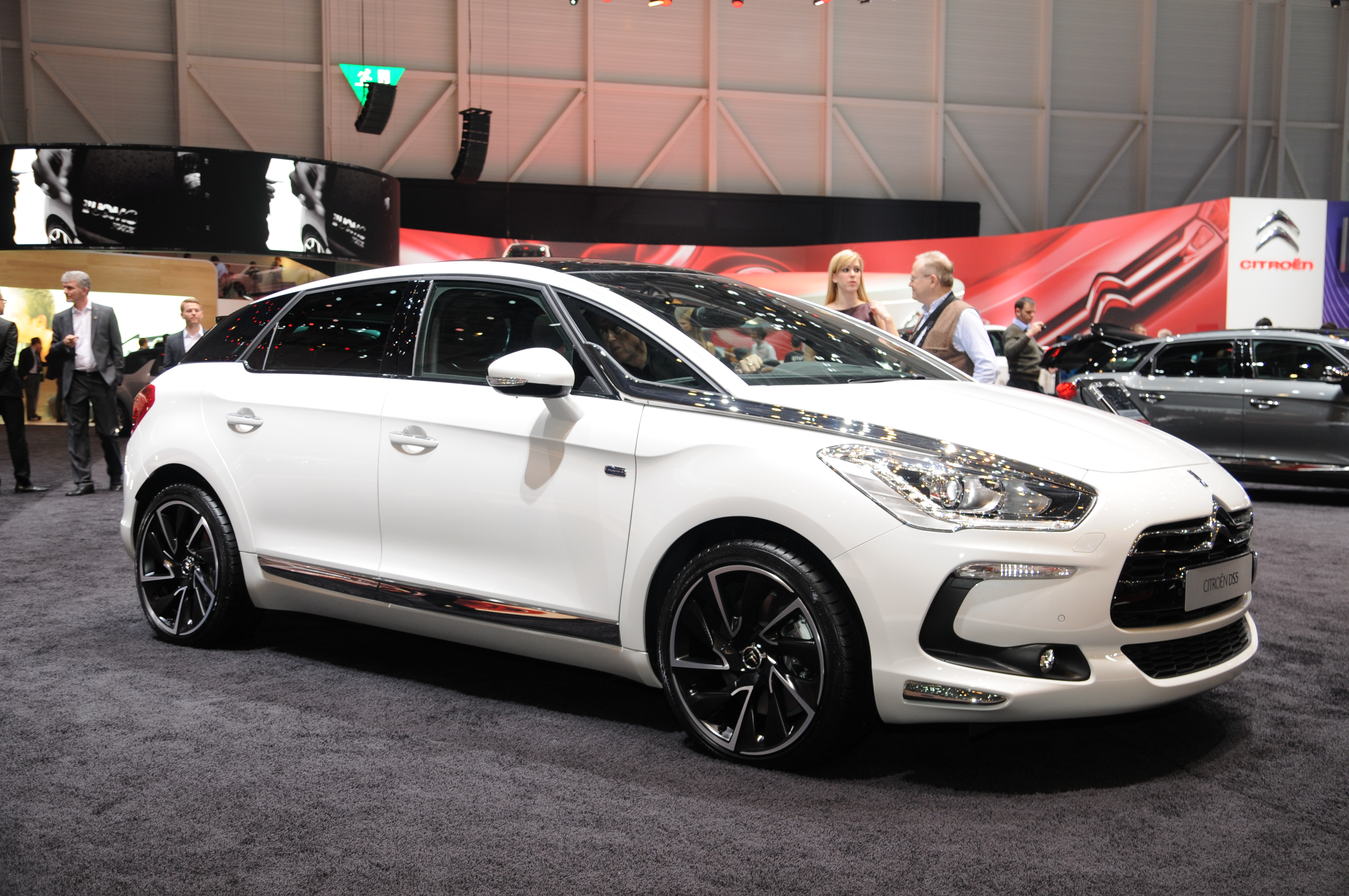
Citroën DS5
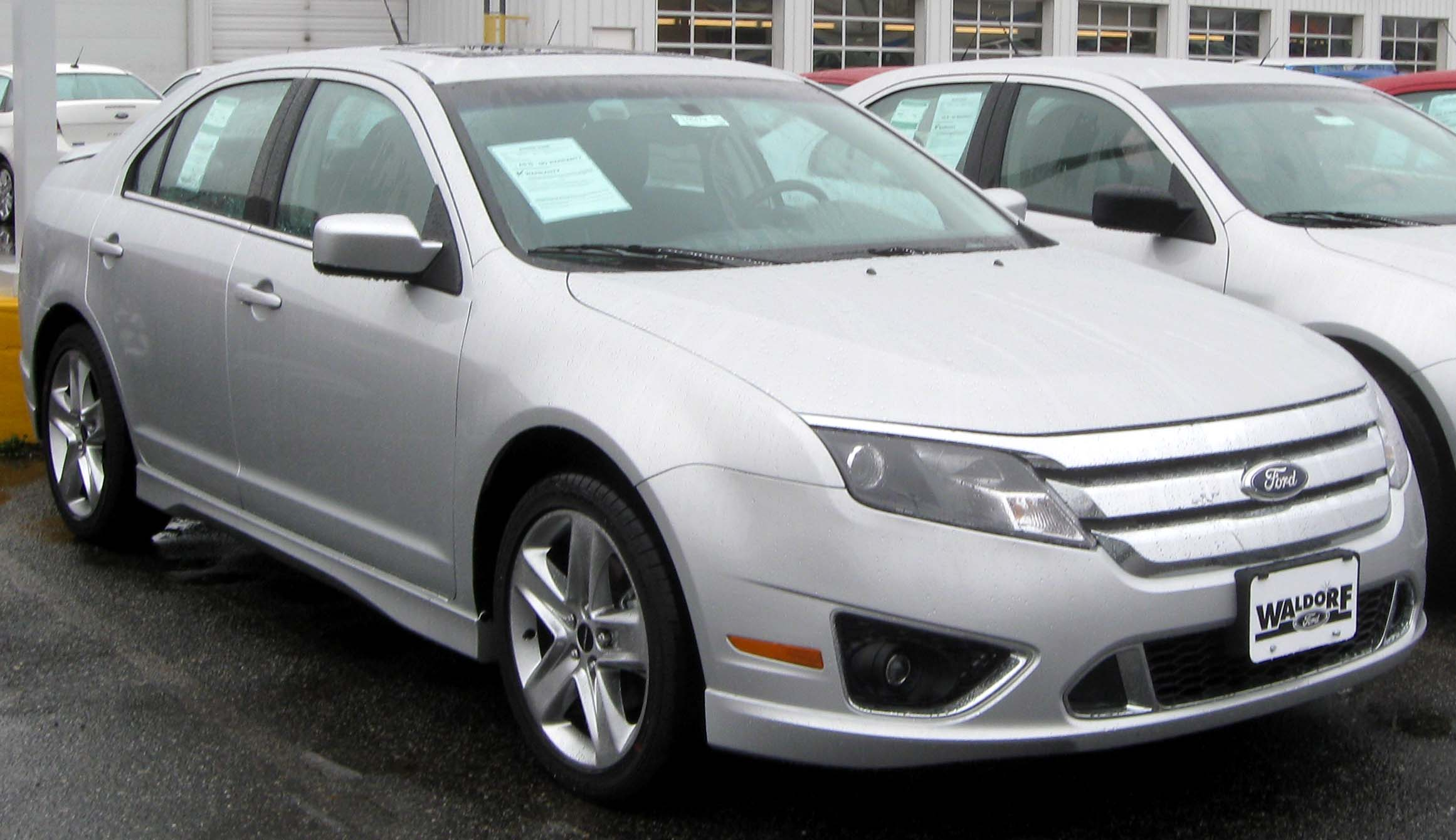
Ford Fusion (Північна Америка)
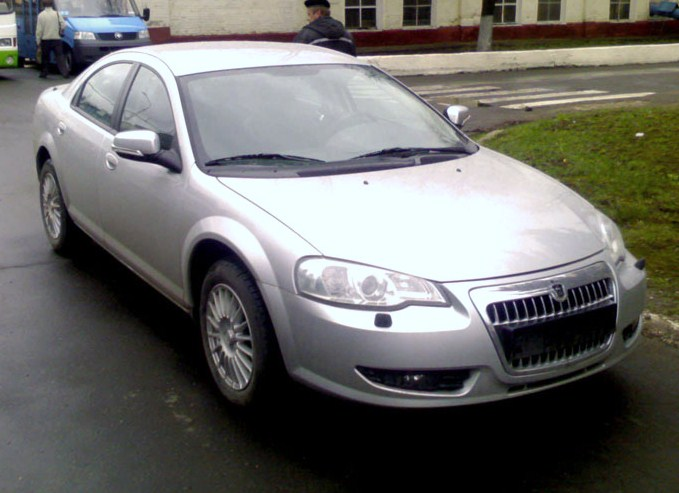
Volga Siber
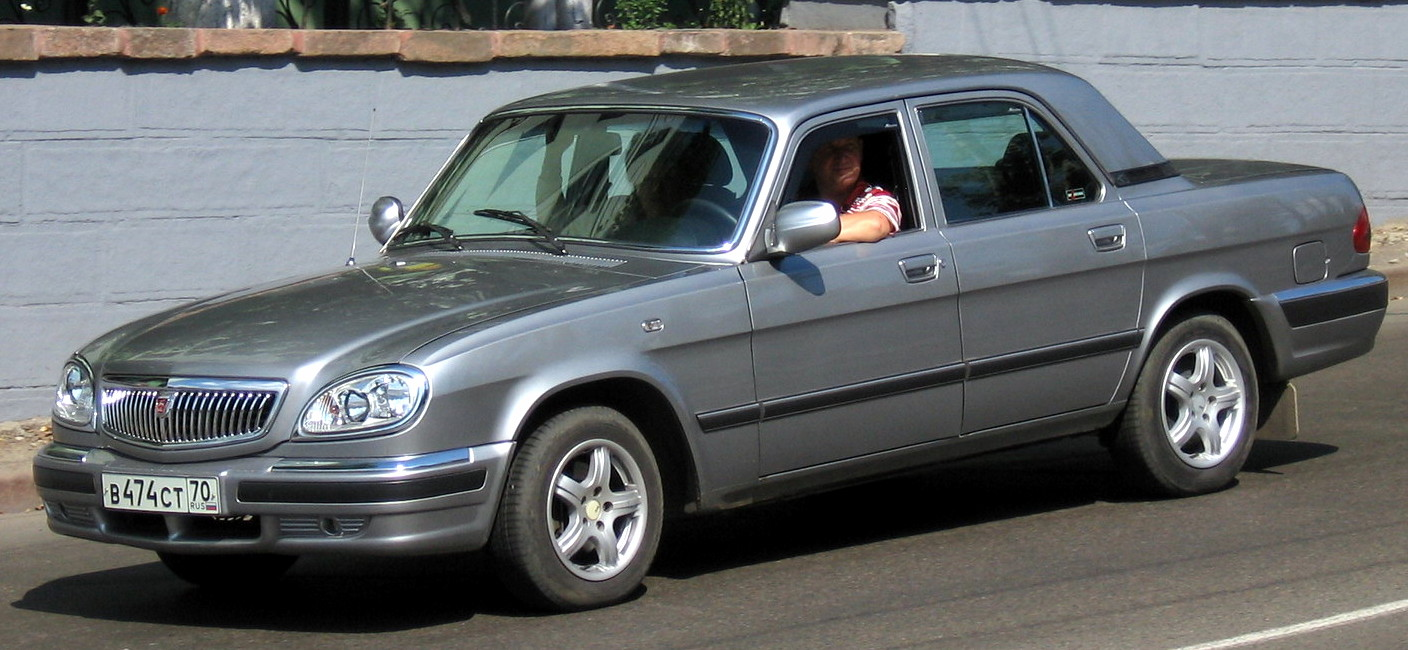
GAZ Wolga 31105
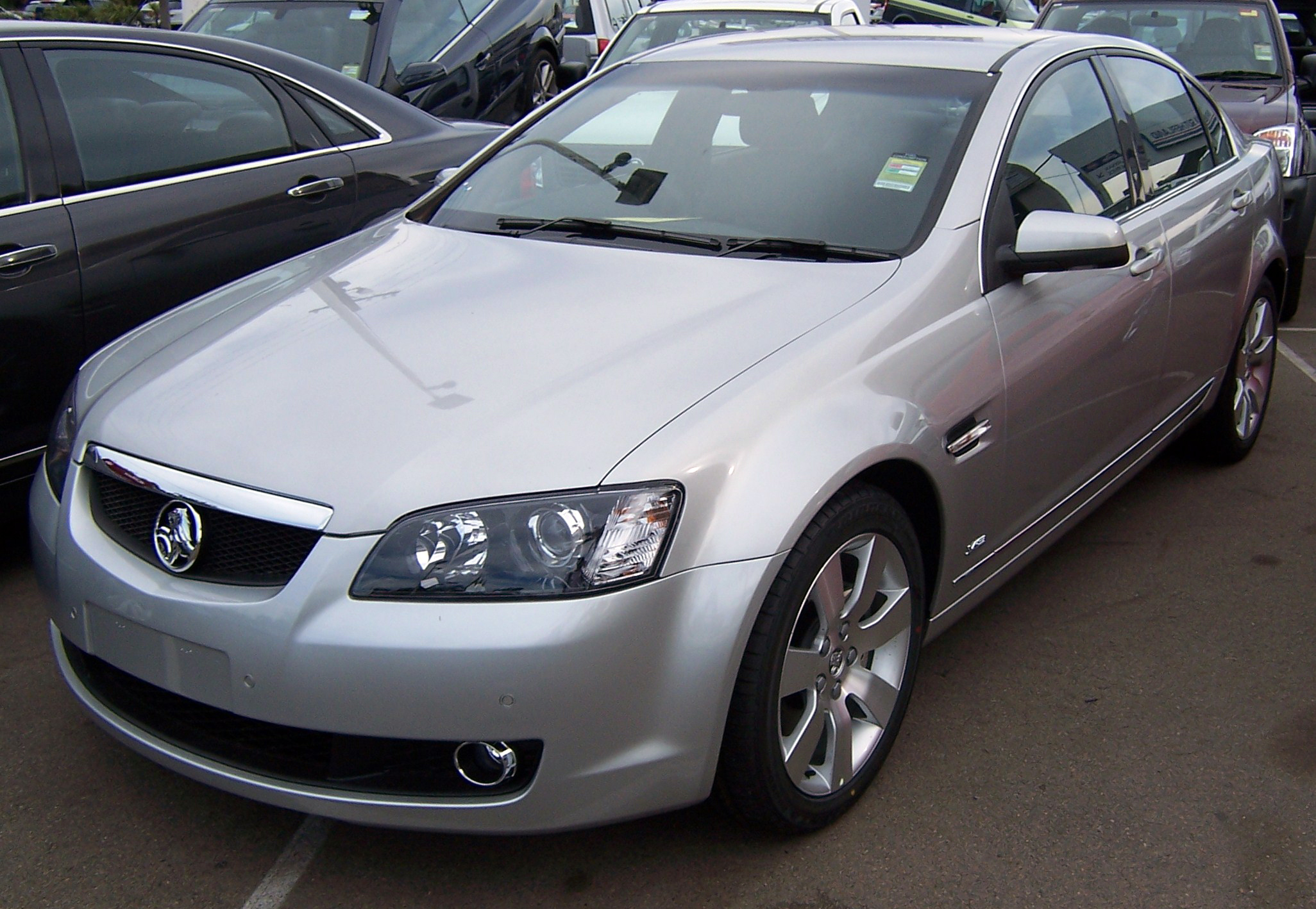
Holden Commodore
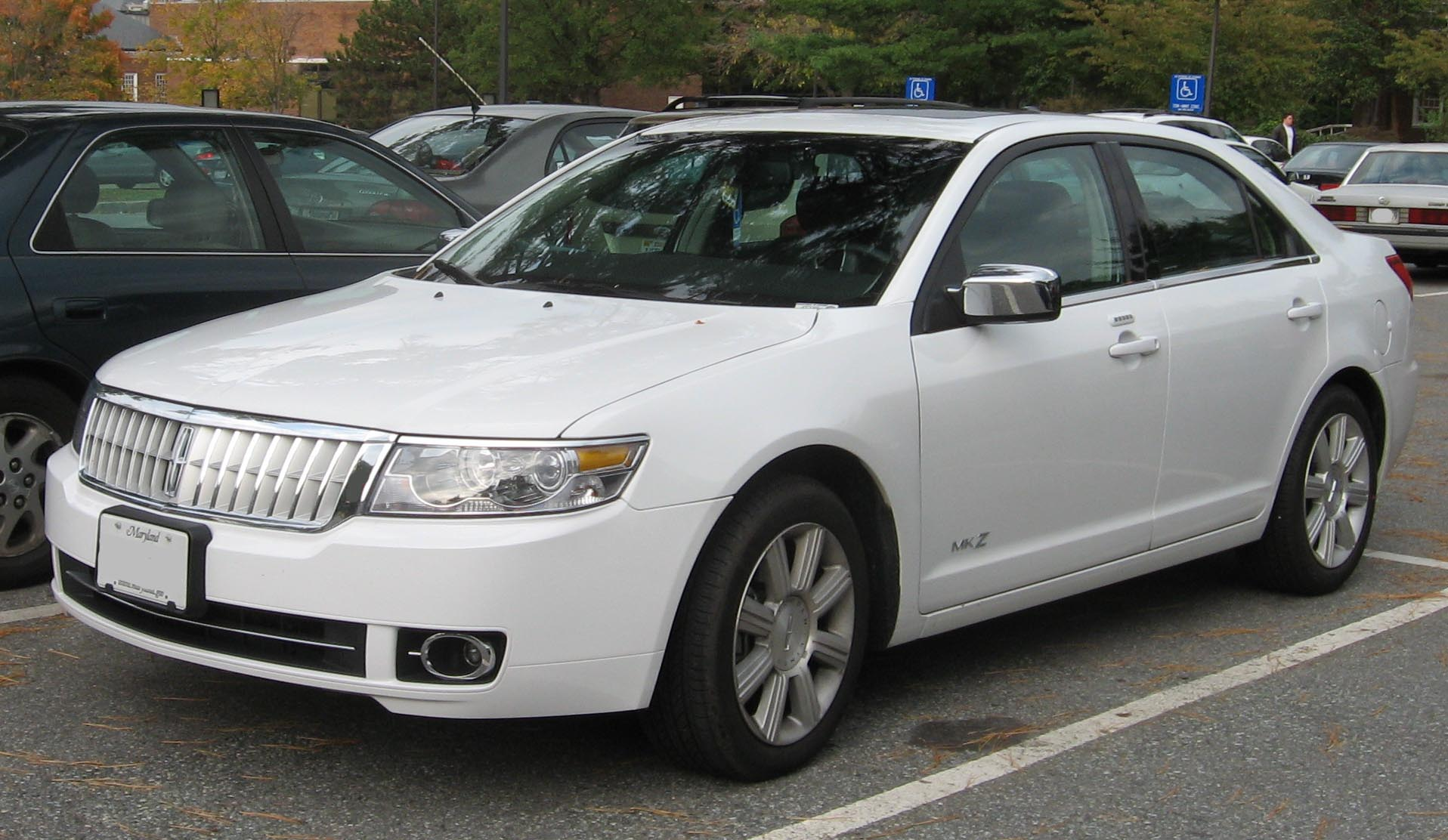
Lincoln MKZ
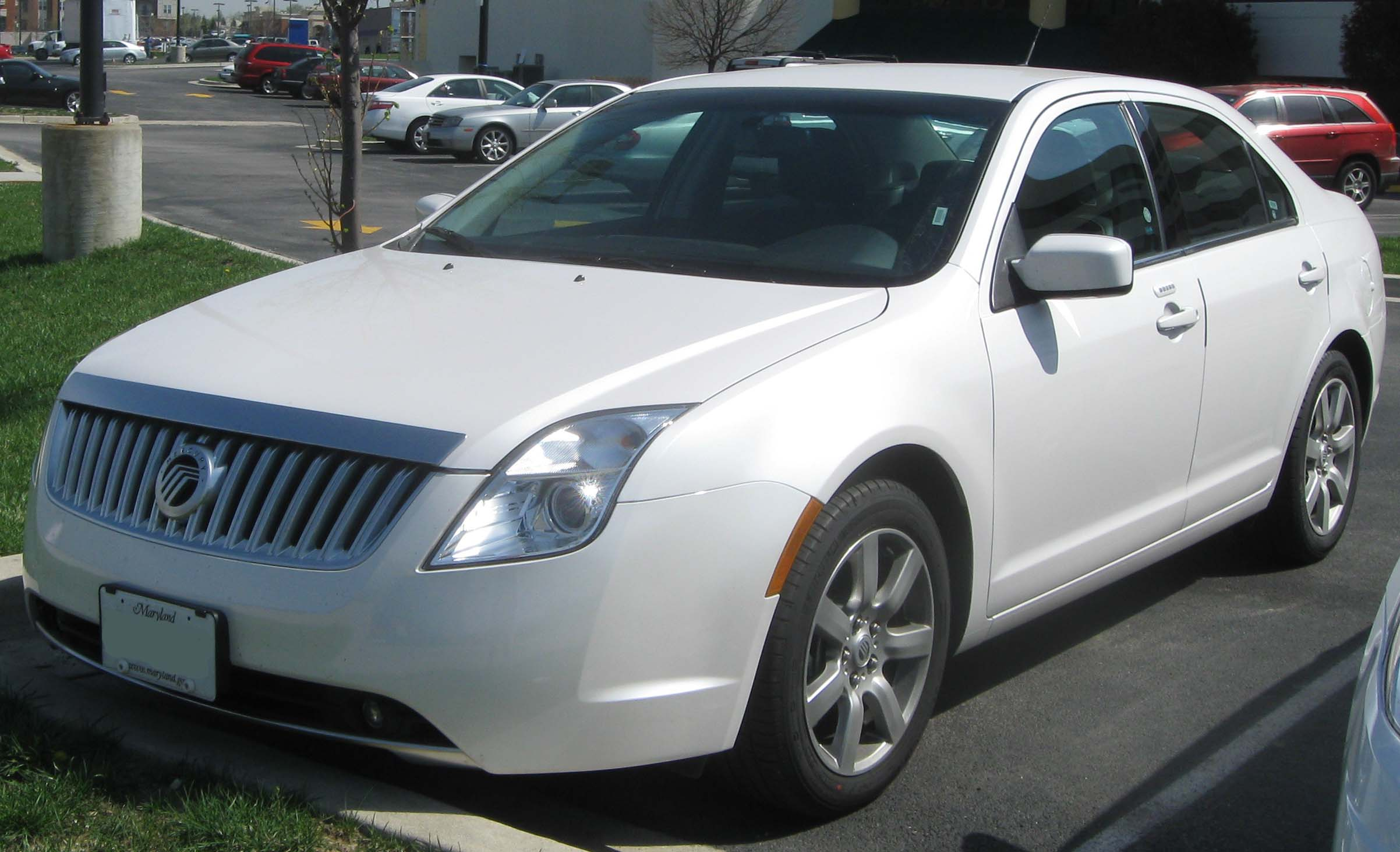
Mercury Milan
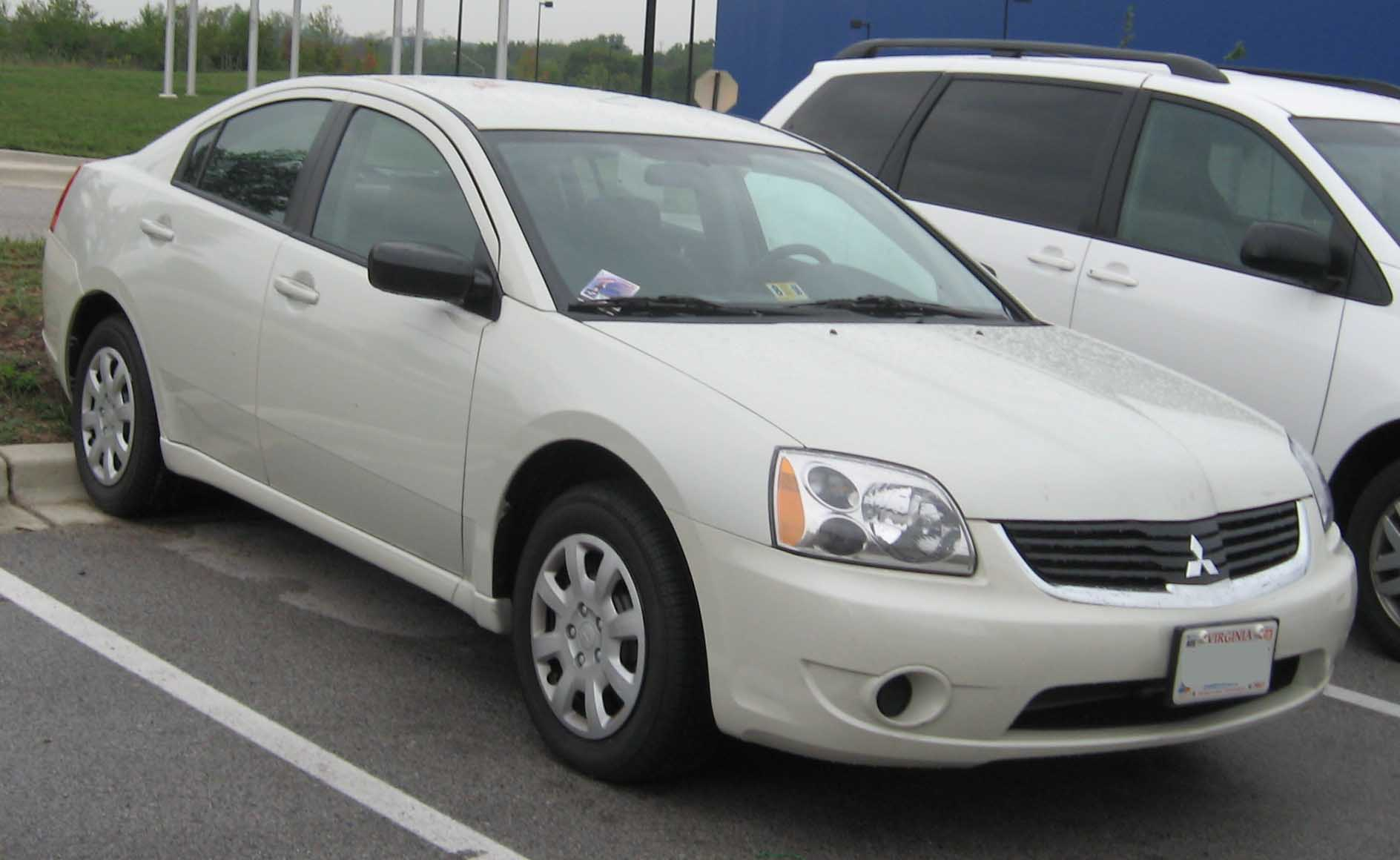
Mitsubishi Galant
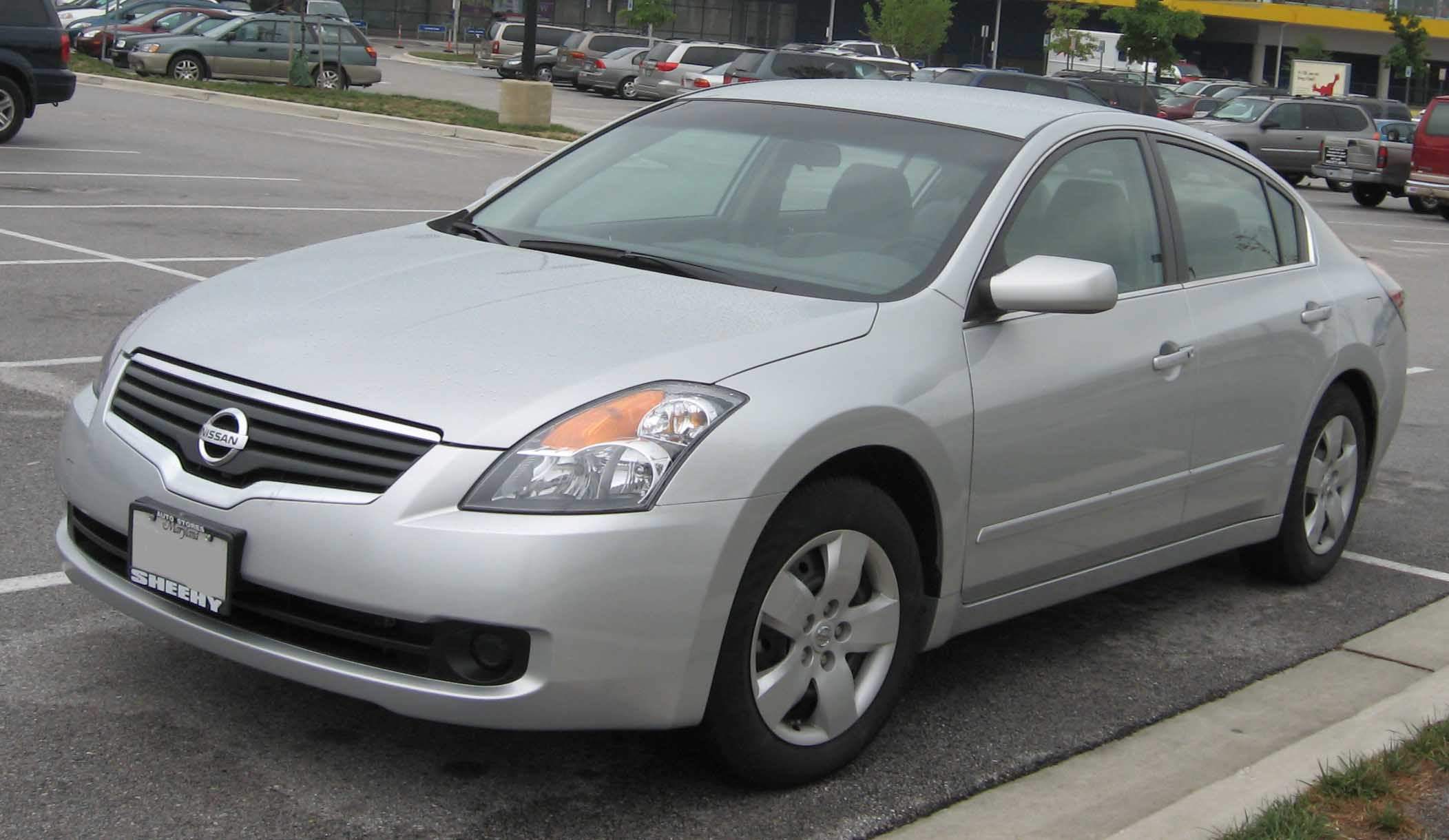
Nissan Altima
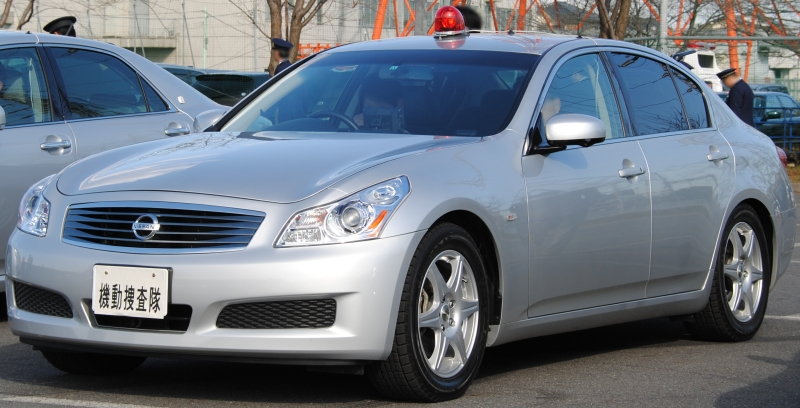
Nissan Skyline
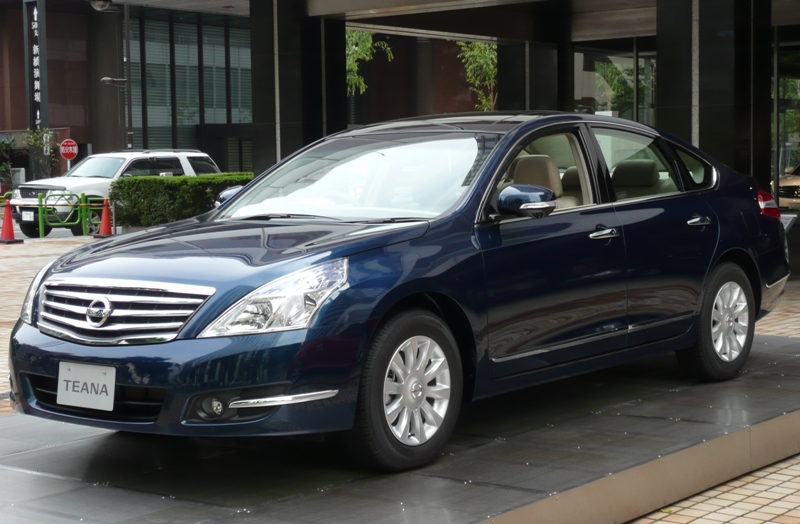
Nissan Teana
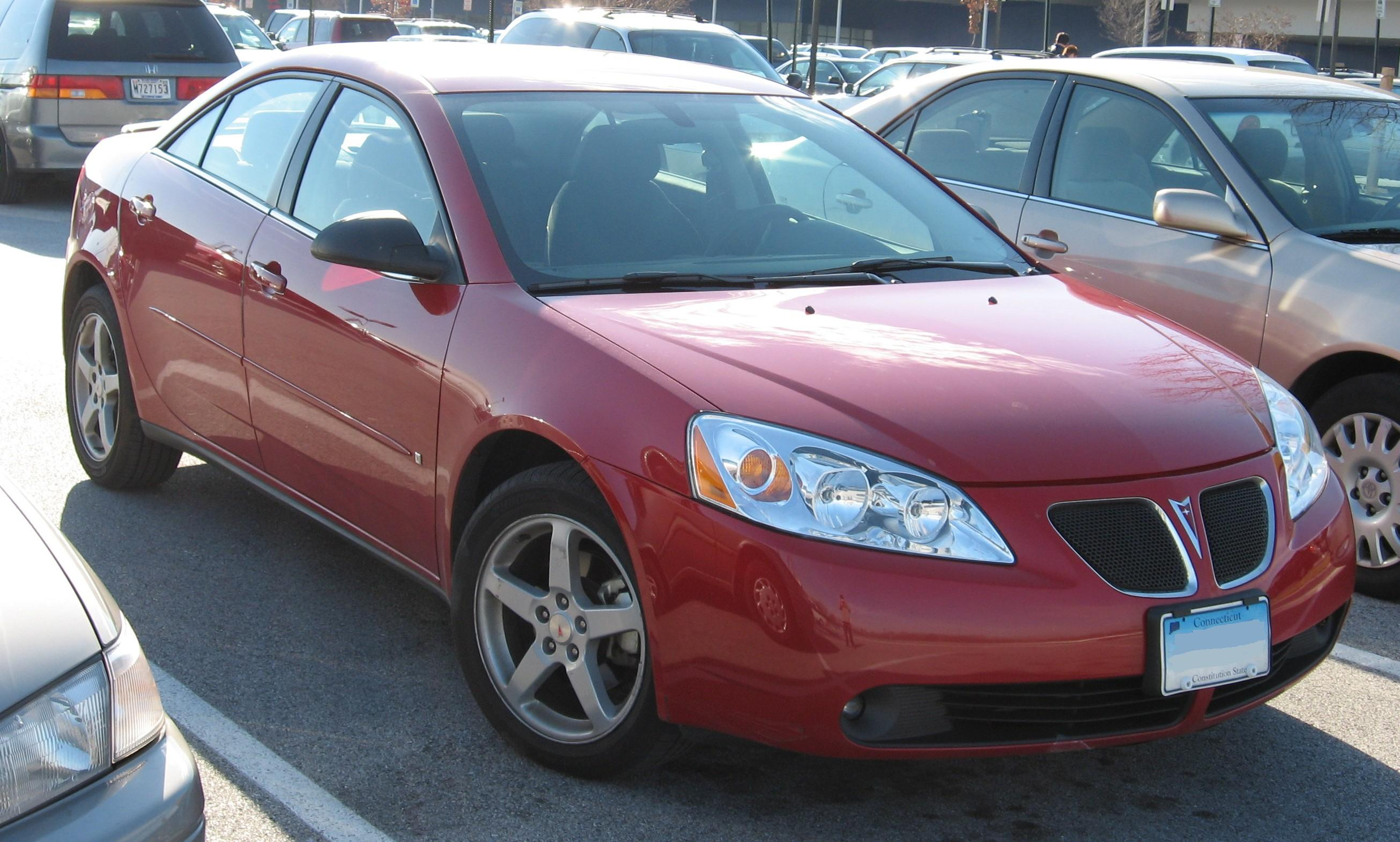
Pontiac G6
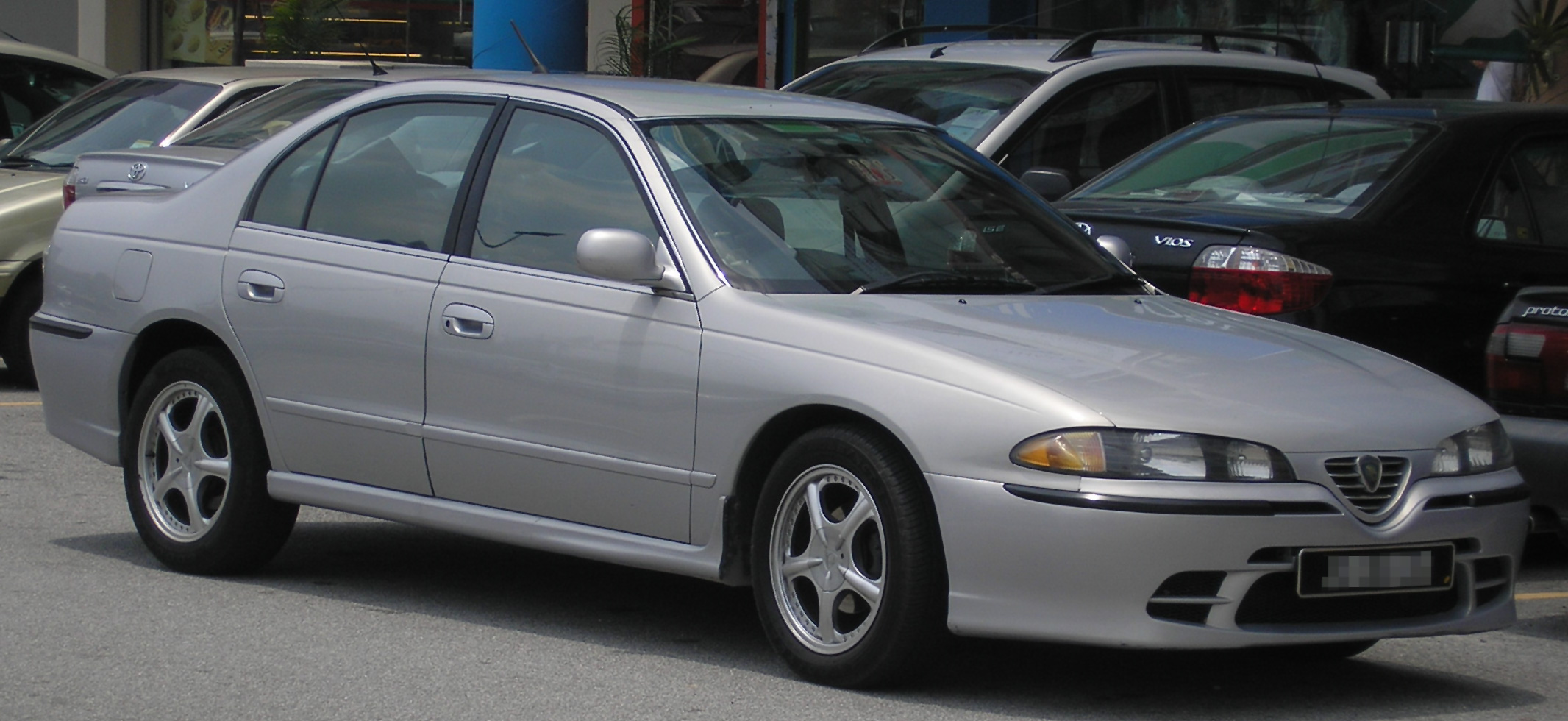
Proton Perdana
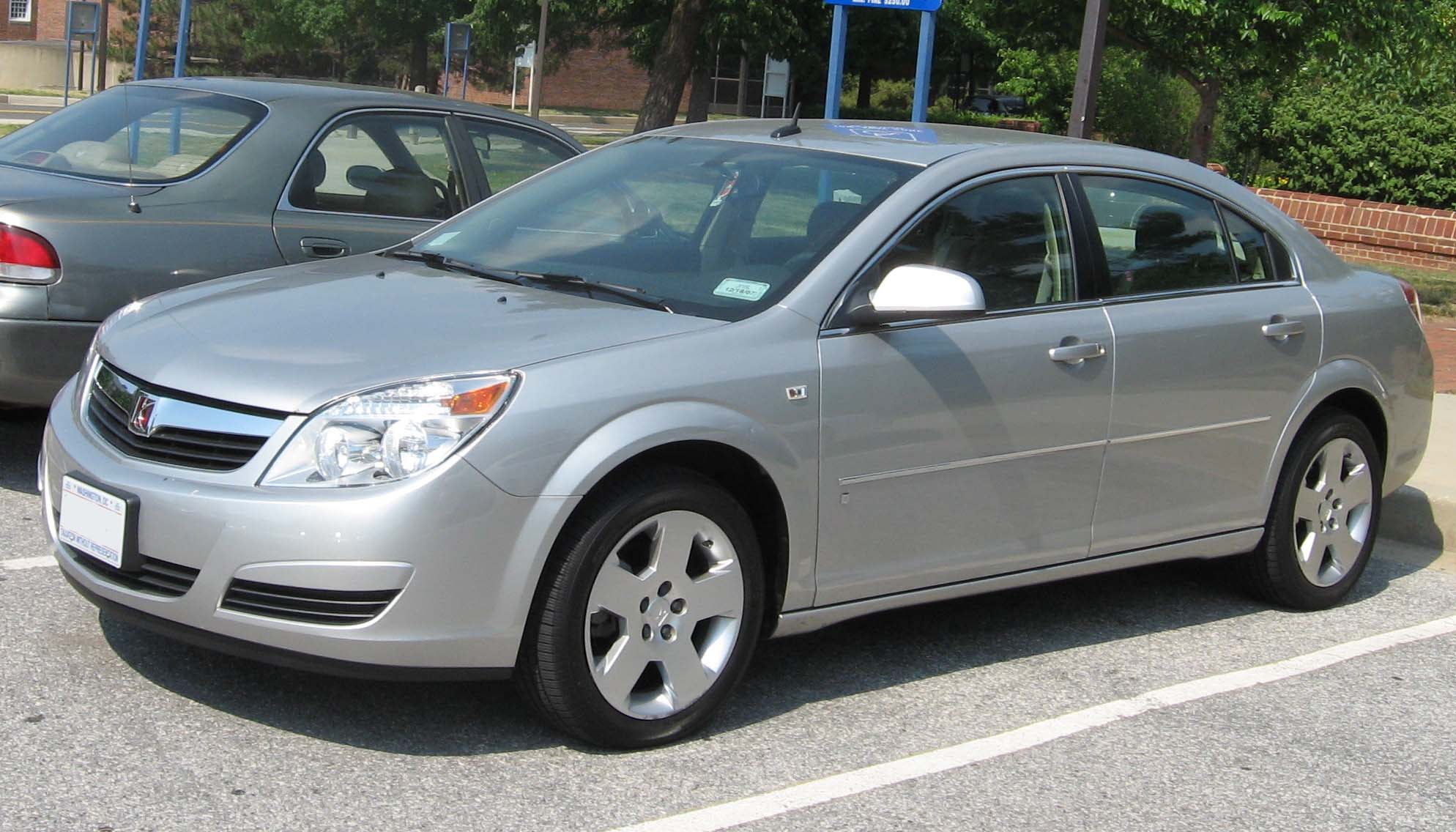
Saturn Aura
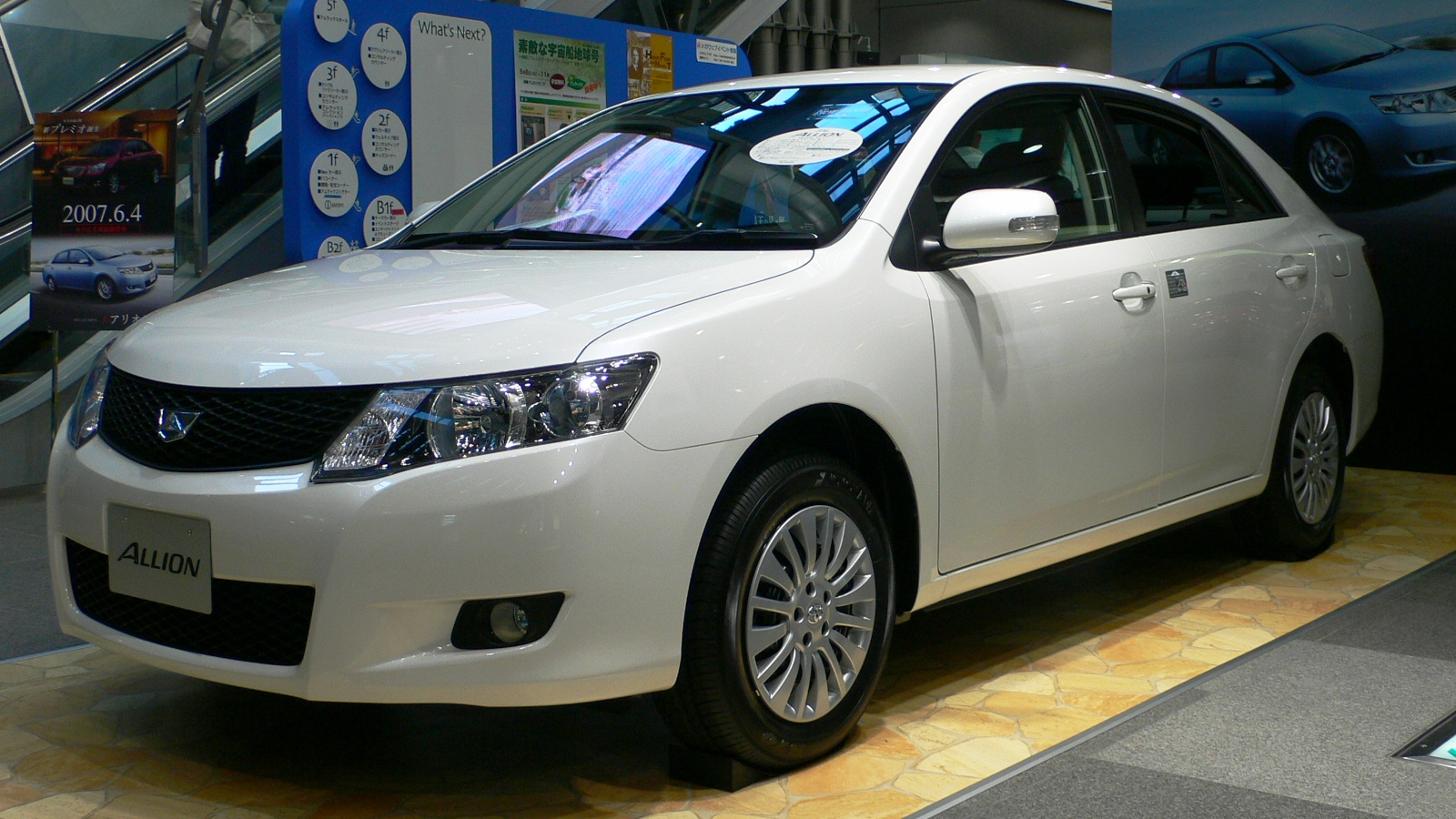
Toyota Allion
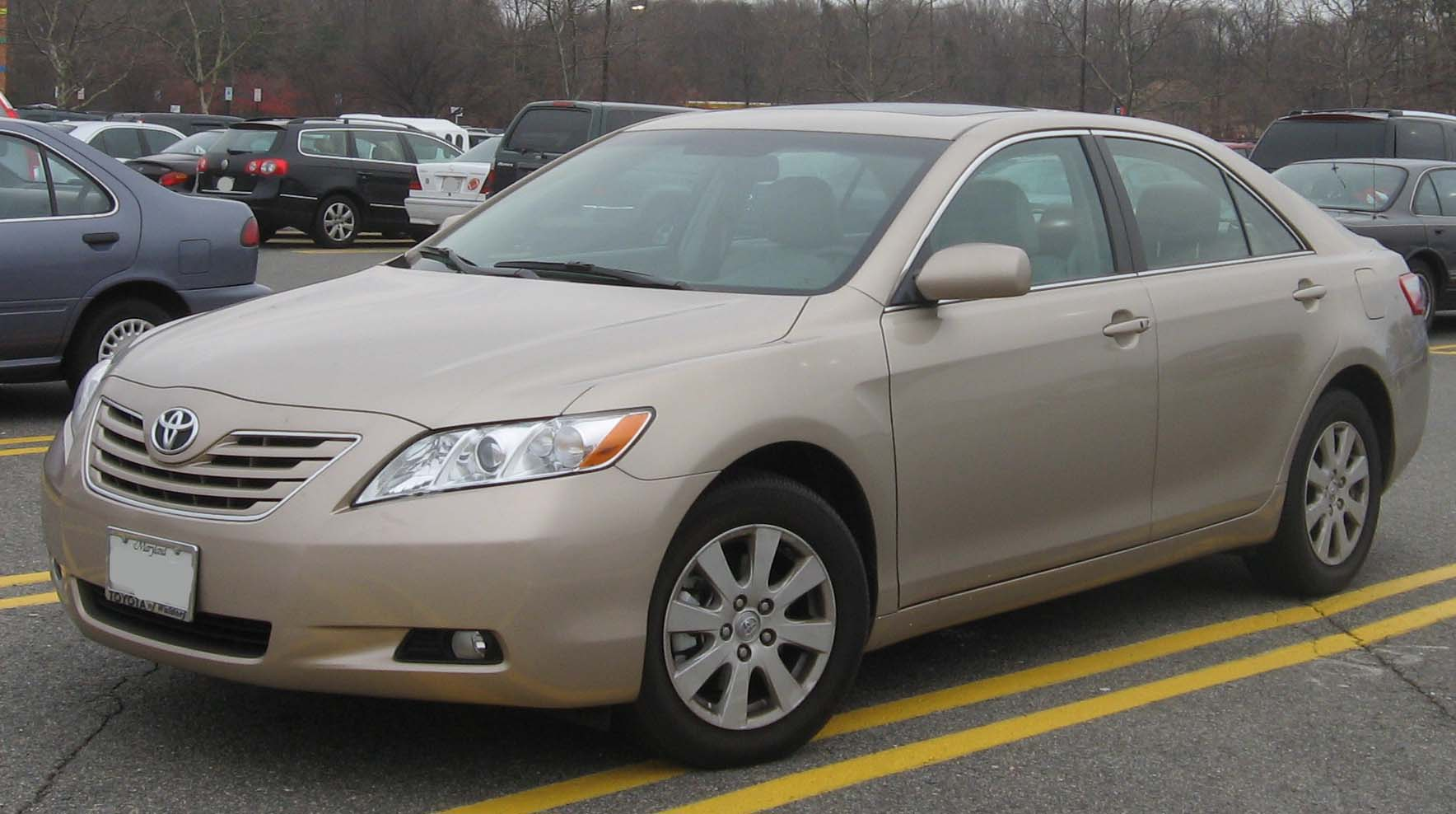
Toyota Camry
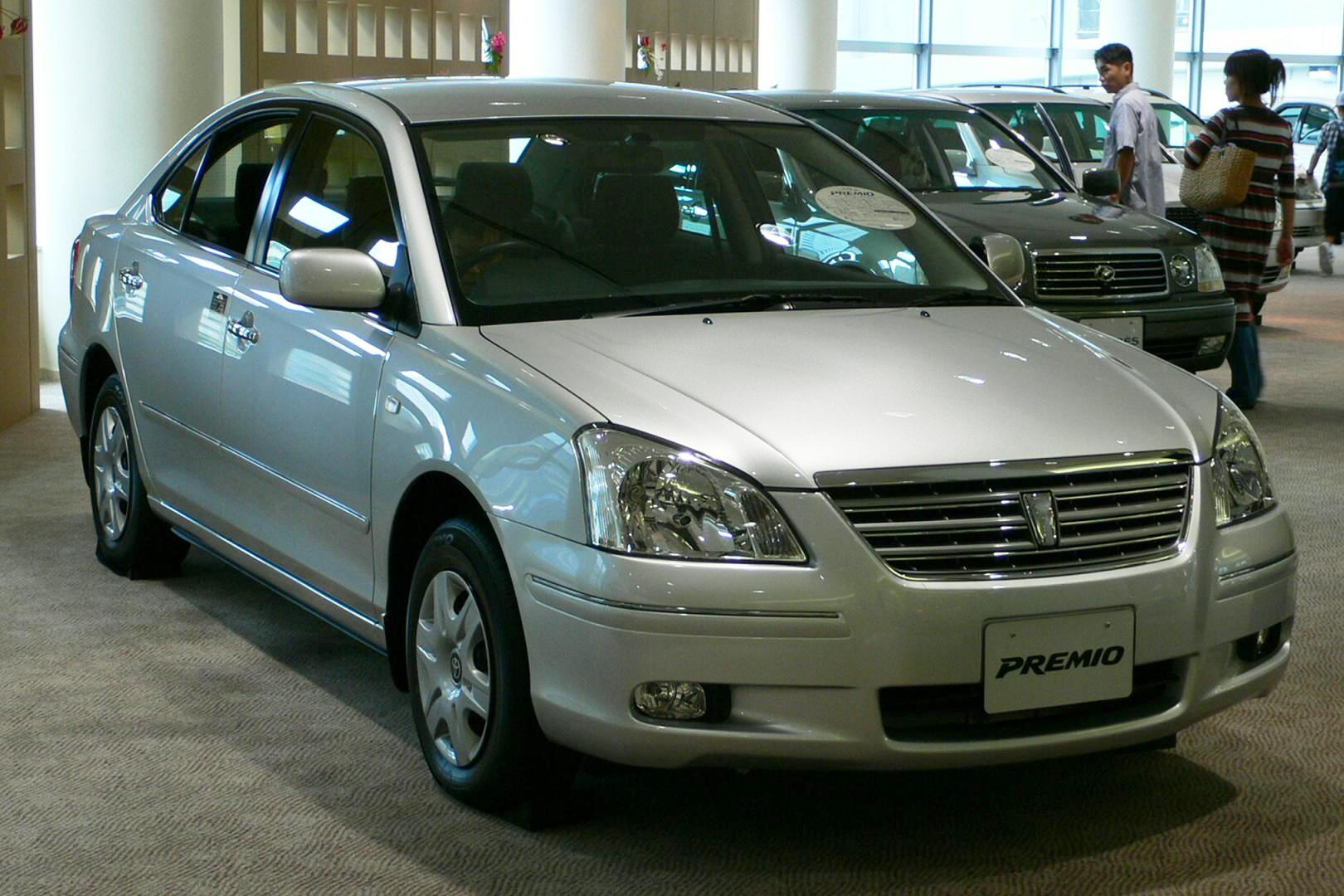
Toyota Premio